# Умершие в августе 2018 года
Это список известных людей, соответствующих установленным критериям значимости (см. Википедия:Критерии значимости персоналий), умерших в августе 2018 года.
Причина смерти указывается лишь в исключительных случаях (убийство, самоубийство, гибель в результате военных действий, смертная казнь, ДТП или несчастные случаи). В остальных случаях — не указывается.

## 31 августа

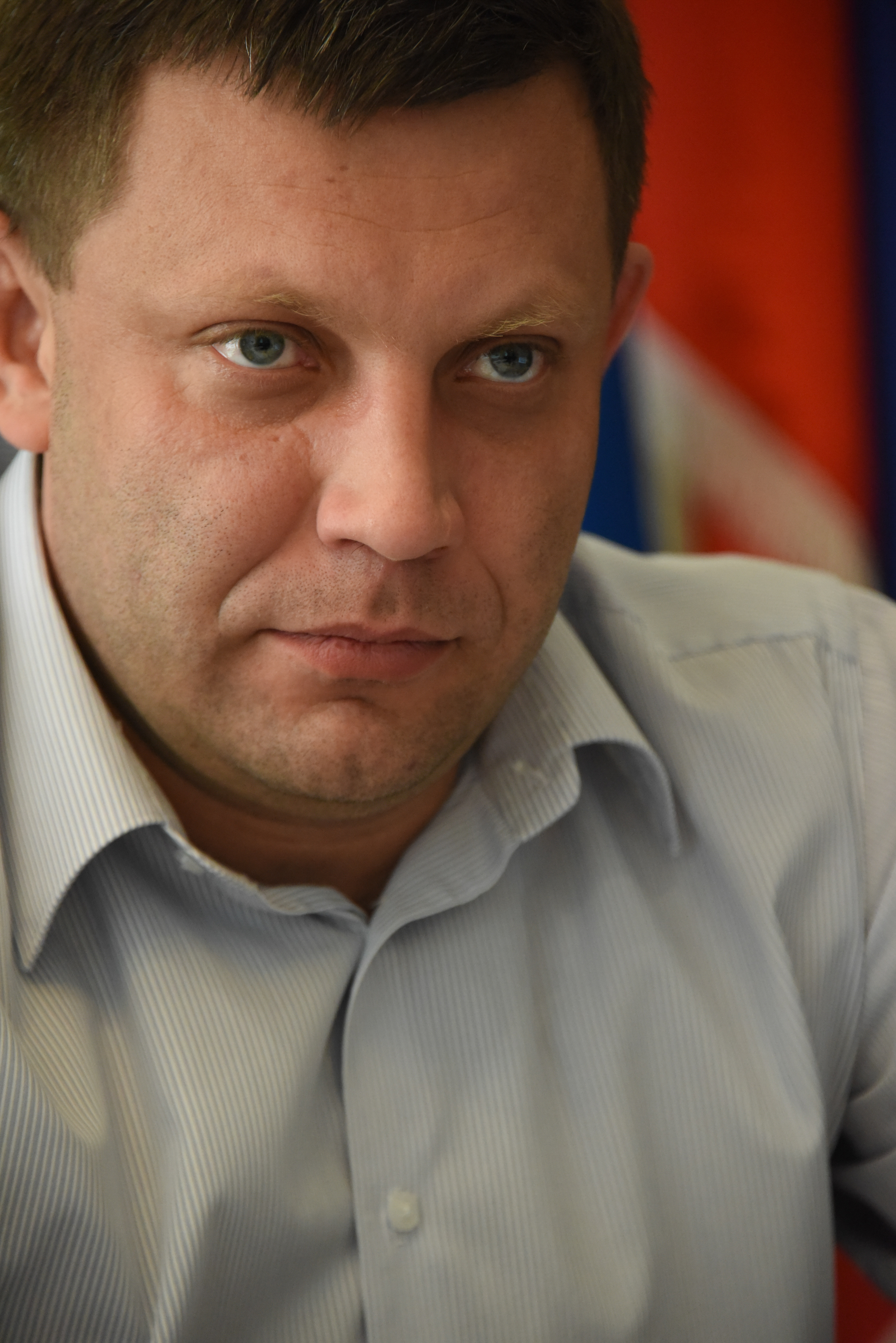
Александр Захарченко

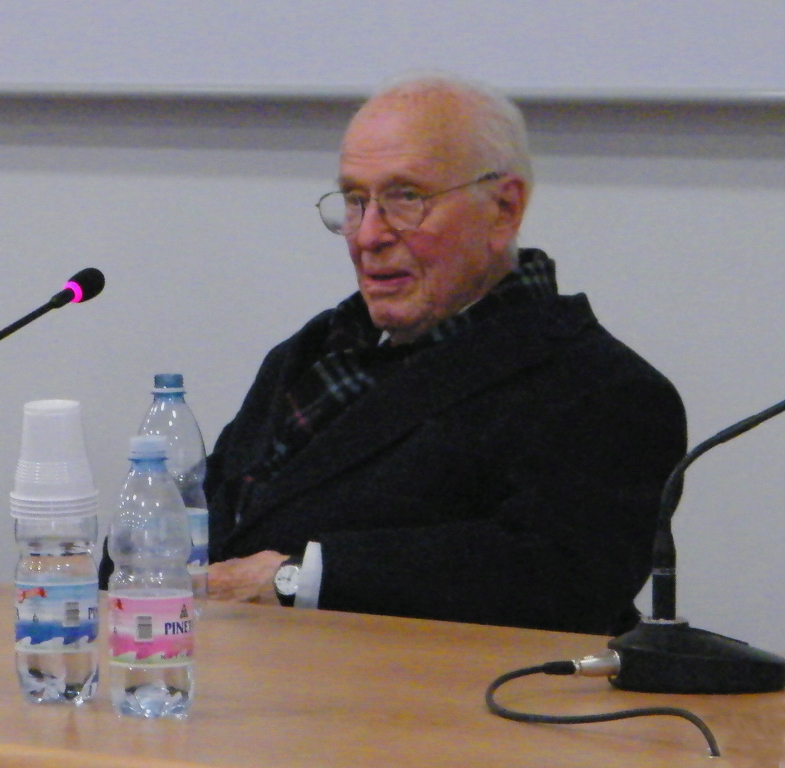
Луиджи Лука Кавалли-Сфорца

- Браун, Сьюзан[англ.] (86) — американская актриса[1].
- Захарченко, Александр Владимирович (42) — глава самопровозглашённой Донецкой Народной Республики (с 2014 года); убит[2].
- Кавалли-Сфорца, Луиджи Лука (96) — итальянский учёный, специалист по популяционной генетике, лауреат премии Фельтринелли (1981) и премии Бальцана (1999)[3].
- Кейл, Ханс (?) — самоанский государственный деятель, министр торговли промышленности и труда[4].
- Монд, Питер, 4-й барон Мелчетт (70) — британский эколог и политик, барон Мелчетт (с 1973 года)[5].
- Морган, Стэнли (88) — британский писатель и актёр[6].
- Рочев, Николай Васильевич (55) — российский общественный деятель, лидер движения «Землячество коми-ижемцев Изьватас»[7].
- Уильямс, Аманда (61) — американская писательница[8].
- Факко, Марио (72) — итальянский футболист, чемпион Италии (1965/66, 1973/74)[9].
- Шарипов, Сабир Нагимович (70) — советский и российский башкирский поэт[10].
- Шелли, Кэрол (79) — британская актриса[11][12].

## 30 августа

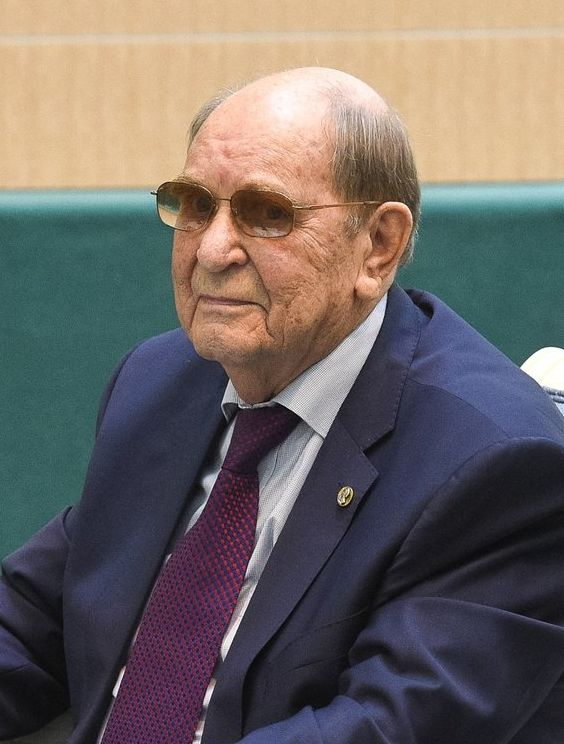
Александр Исаев

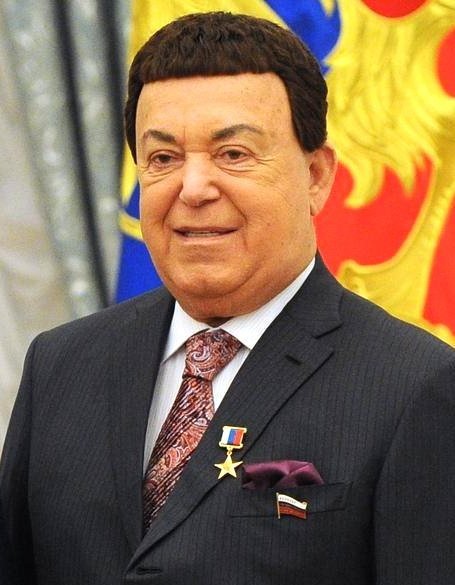
Иосиф Кобзон

- Басилова, Елена Николаевна (75) — советская и российская поэтесса и диссидент, участница объединения СМОГ, дочь Аллы Рустайкис[13].
- Знарок, Валерий Петрович (79) — советский футболист и тренер, отец Олега Знарка[14].
- Исаев, Александр Сергеевич (86) — советский и российский учёный в области лесной биогеоценологии, академик РАН (1991; академик АН СССР с 1984), государственный деятель, председатель Государственного комитета СССР по лесу — министр СССР (1988—1991), сын Сергея Исаева[15].
- Клименко, Нина Фёдоровна (78) — советский и украинский языковед, член-корреспондент Академии наук Украины[16].
- Кобзон, Иосиф Давыдович (80) — советский и российский эстрадный певец, народный артист СССР (1987), Герой Труда Российской Федерации (2016)[17].
- Коррис, Питер (76) — австралийский историк и писатель[18].
- Кривошеев, Владимир Филиппович (71) — российский историк, член-корреспондент РАО (2001)[19].
- Манна, Зохар — израильский и американский учёный в области информатики, профессор Стэнфордского университета[20].
- Маркес, Ванесса (49) — американская актриса; убийство[21].
- Макарихин, Аким Сергеевич (76) — советский и российский организатор производства, генеральный директор Воткинской ГЭС, заслуженный энергетик РСФСР[22].
- Рябов, Виктор Васильевич (76) — советский и российский актёр-кукольник, народный артист Российской Федерации (2012)[23].
- Ушкова, Светлана (49) — российская художница[24].

## 29 августа
- Берли, Роберт (83) — британский археолог, руководитель раскопок Виндоланды[25].
- Бутенко, Владимир Анатольевич (56) — российский бизнесмен, основатель компании Communigate Systems, мастер спорта СССР по парусному спорту[26].
- Васин, Николай Иванович (73) — советский и российский коллекционер, писатель-историограф; самоубийство[27].
- Вассемирский, Борис Иванович (77) — советский и российский дирижёр[28].
- Завелион, Александр Аронович (58) — российский и украинский телесценарист, один из авторов юмористической телепередачи «Городок»[29]
- Кампеджи, Сильвано (95) — итальянский кинохудожник[30].
- Контер, Франсуа (83) — люксембургский футболист, четырёхкратный чемпион Бельгии в составе «Андерлехта»[31].
- Лессинг, Эрик (95) — австрийский фотограф[32].
- Манохин, Валентин Александрович (77) — советский и российский танцовщик, балетмейстер, педагог, киноактёр[33].
- Миррлис, Джеймс (82) — британский экономист, лауреат Нобелевской премии (1996)[34].
- Оливер Лабра, Карильда (96) — кубинская поэтесса[35].
- Руис Росас, Хосе (90) — перуанский поэт[36].
- Северин, Мари (89) — американская художница комиксов[37].
- Спудис, Пол (66) — американский планетный геолог[38].
- Тейлор, Пол (88) — американский хореограф[39].
- Хадонов, Зураб Мусаевич (78) — советский и российский учёный, ректор СКГМИ (1991—2002), почётный работник высшего профессионального образования Российской Федерации (2000), заслуженный деятель науки Российской Федерации (2001)[40].
- Шугарбейкер, Дэвид Джон (65) — американский торакальный хирург[41].

## 28 августа

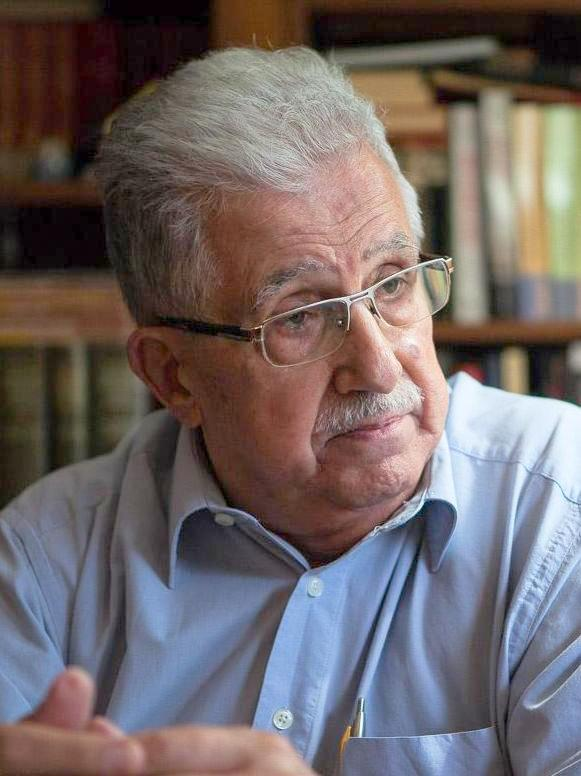
Хозеп Фонтана

- Акопян, Левон Оганесович (73) — советский и российский тренер по гандболу, главный тренер клуба «Лада» (Тольятти), заслуженный тренер СССР[42].
- Бор, Олив (113) — старейшая жительница Великобритании[43].
- Вентелер, Хенк (78) — нидерландский футболист, игравший на позиции вратаря, выступал за клуб «Гоу Эхед» (1960—1964)[44].
- Кузнецова, Татьяна Дмитриевна (77) — советский космонавт-испытатель, подполковник ВВС в отставке, участница подготовки женщин к космическому полёту вместе с Валентиной Терешковой[45].
- Погосян, Тамара Арутюновна (69) — армянская общественная деятельница, министр по делам молодёжи и министр культуры Республики Армении (2003—2004)[46].
- Таланов, Сергей Александрович (57) — российский актёр кино и телевидения, заслуженный артист Российской Федерации[47].
- Фонтана, Жозеп (86) — испанский историк[48].
- Фридрих, Гэри (75) — американский художник комиксов[49].
- Шкалин, Владимир Гаврилович (75) — советский и российский художник, заслуженный художник Российской Федерации[50].

## 27 августа

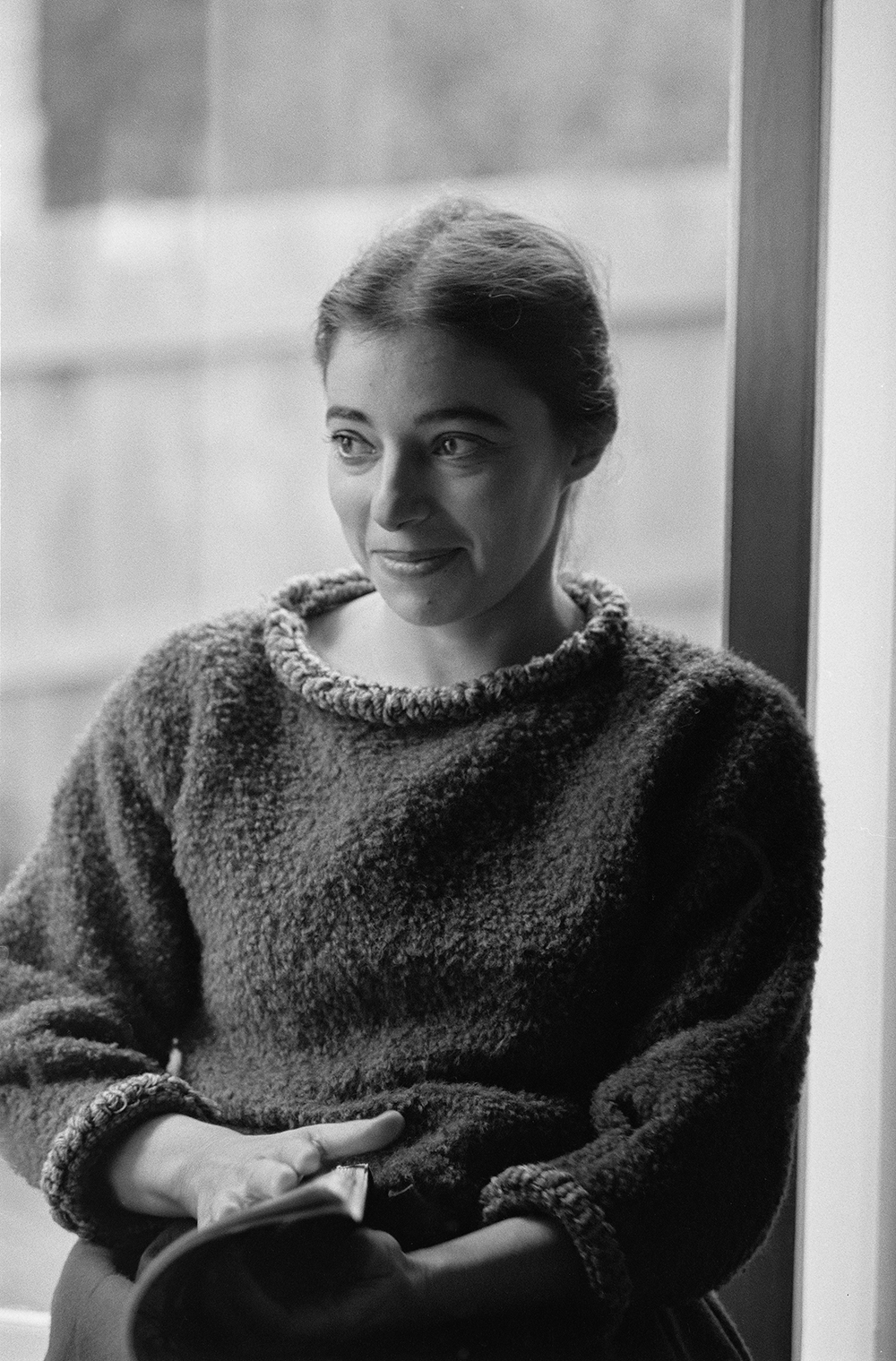
Мирка Мора

- Вестгейт, Мюррей (100) — канадский актёр[51].
- Казе, Паулу (87) — бразильский архитектор[52].
- Кирков, Анатолий Александрович (69) — советский и российский актёр, артист Алтайского краевого театра драмы[53].
- Куринной, Игорь Иванович (80) — советский военачальник, член Военного совета-начальник Политического управления космических частей Министерства обороны СССР (1984—1992), заслуженный тренер Российской Федерации, генерал-лейтенант в отставке, отец Игоря Куринного[54].
- Мамедов, Александр Михайлович (91) — советский боксёр, чемпион Вооружённых сил СССР, судья международной категории по боксу[55].
- Мора, Мирка (90) — австралийская художница[56].
- Ньюман, Рон (84) — английский футболист и тренер[57].
- Уэйн, Фредд (93) — американский актёр[58].

## 26 августа

Хамсад Рангкути

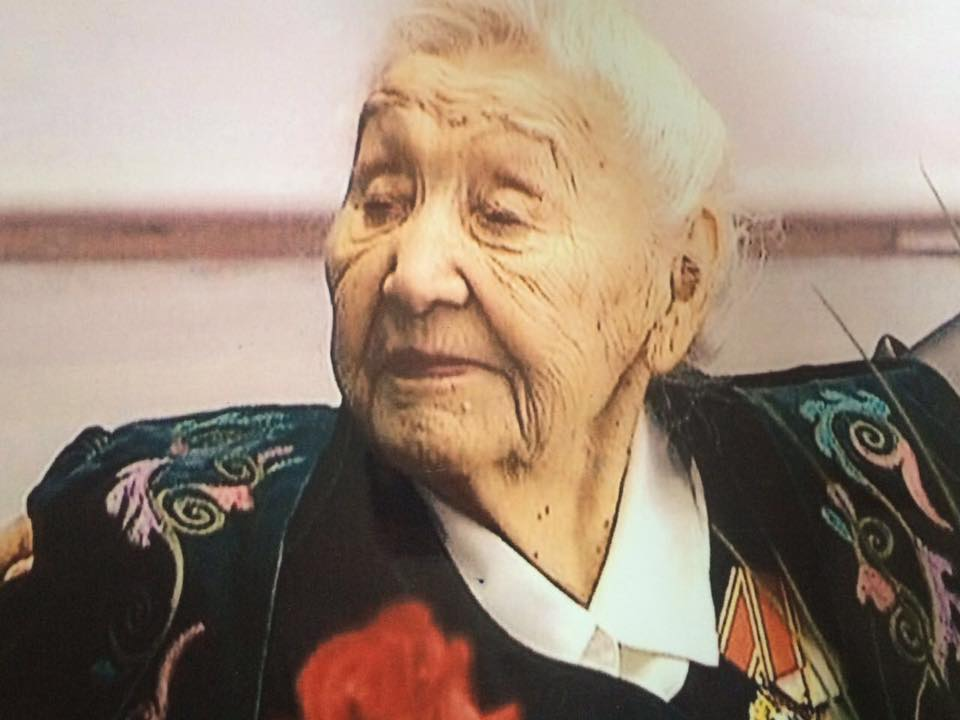
Какиш Рыскулова

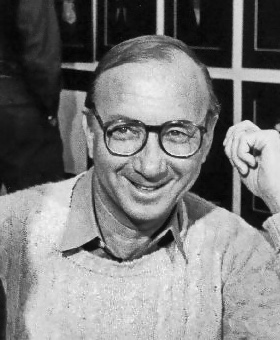
Нил Саймон

- Абрамян, Алёша Варосович (72) — советский футболист, вратарь («Арарат»), чемпион СССР (1973)[59].
- Баркалова, Людмила Валиевна (70) — советская пловчиха, призёр чемпионата Европы (1966)[60].
- Борк, Инге (97) — немецкая оперная певица[61].
- Буглион, Роза (107) — французская цирковая актриса[62].
- Диденко, Юрий Григорьевич (82) — советский и российский хозяйственный деятель, президент «Дальморепродукта» (1996—2002)[63].
- Дэрроу, Барбара (86) — американская актриса кино и телевидения[64].
- Колесников, Лев Львович (78) — советский и российский анатом, академик РАМН (2007—2013), академик РАН (2013)[65].
- Креэн, Тоомас (59) — эстонский актёр театра и кино[66].
- Круглов, Григорий Михайлович (91) — советский и российский художник[67].
- Норов, Анатолий Михайлович (81) — советский футболист[68].
- Осорио, Альфонсо (94) — испанский государственный деятель, заместитель премьер-министра Испании (1976—1977)[69].
- Таскаев, Вячеслав Николаевич (71) — советский и российский подводный археолог[70].
- Хамсад Рангкути (75) — индонезийский писатель[71].
- Рыскулова, Какиш Рыскуловна (99) — советский и киргизский хирург, академик Академии наук Киргизской ССР (1969)[72].
- Саймон, Нил (91) — американский драматург и сценарист, лауреат Пулитцеровской премии, обладатель премии «Золотой глобус»[73].
- Толкачёв, Евгений Васильевич (72) — советский и российский хореограф, основатель и художественный руководитель детского ансамбля танца Калмыкии «Тюльпанчик»[74].
- Шаухаманов, Сеилбек Шаухаманович (78) — советский и казахстанский партийный и государственный деятель, первый секретарь Кзыл-Ординского обкома ЦК КП Казахстана (1989—1991), глава администрации Кзыл-Ординской области (1992—1995)[75].
- Эскидзоглу, Одиссеус (86) — греческий яхтсмен, чемпион летних Олимпийских игр в Риме (1960)[76].

## 25 августа
- Асо, Миёко (92) — японская сэйю[77].

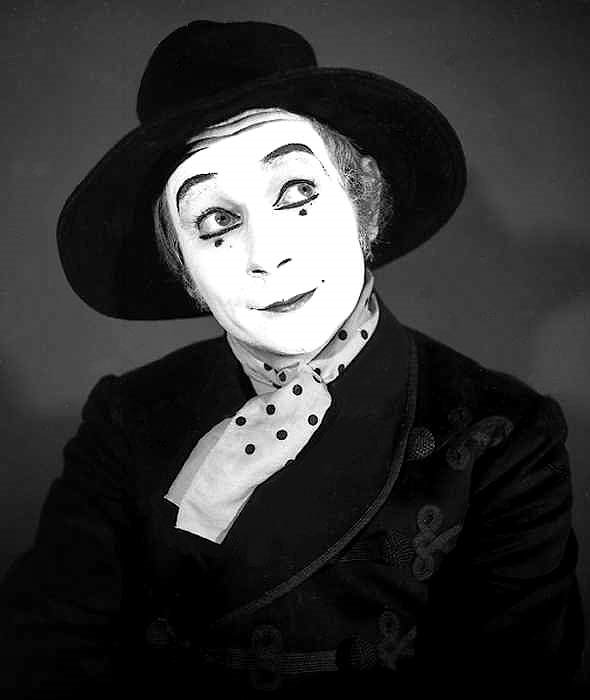
Линдси Кемп

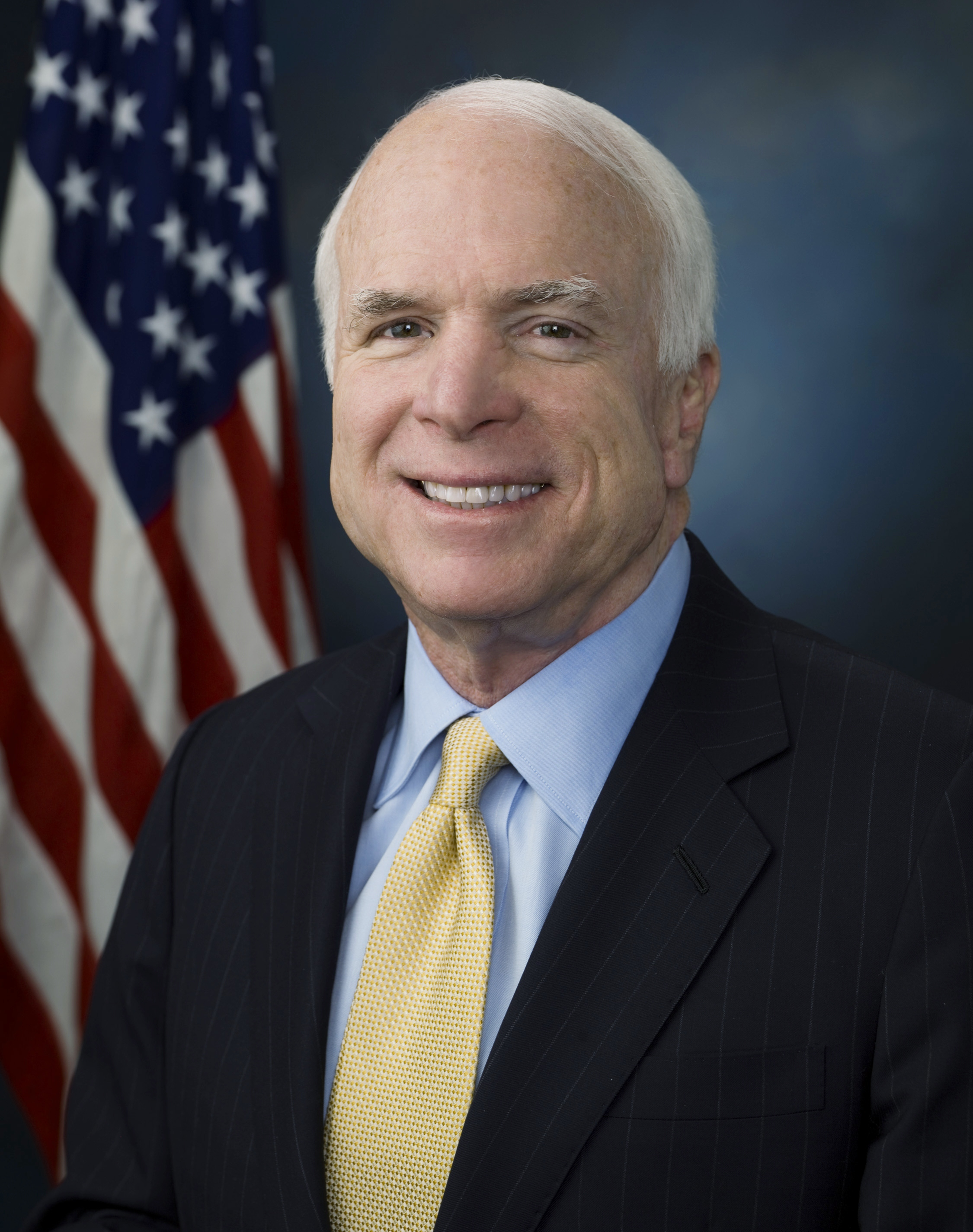
Джон Маккейн

- Довгалевский, Павел Яковлевич (70) — советский и российский врач-кардиолог, директор Саратовского научно-исследовательского института кардиологии (1981—1994), доктор медицинских наук[78].
- Кемп, Линдси (80) — английский танцор, хореограф и актёр-мим[79].
- Маккейн, Джон (81) — американский государственный деятель, сенатор США от штата Аризона (с 1987 года)[80].
- Павон, Кайл (28) — американский певец (We Came As Romans)[81].
- Самсонов, Вячеслав Михайлович (68) — советский и российский самбист и дзюдоист, чемпион мира по дзюдо среди мастеров (2005 и 2011), тренер по самбо и дзюдо[82].
- Тарабини, Эудженио (88) — итальянский политик, депутат парламента Италии (1968—1994)[83].
- Шериф, Ноам (83) — израильский композитор и дирижёр[84].

## 24 августа

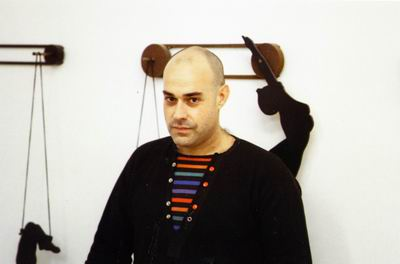
Ури Катценштейн

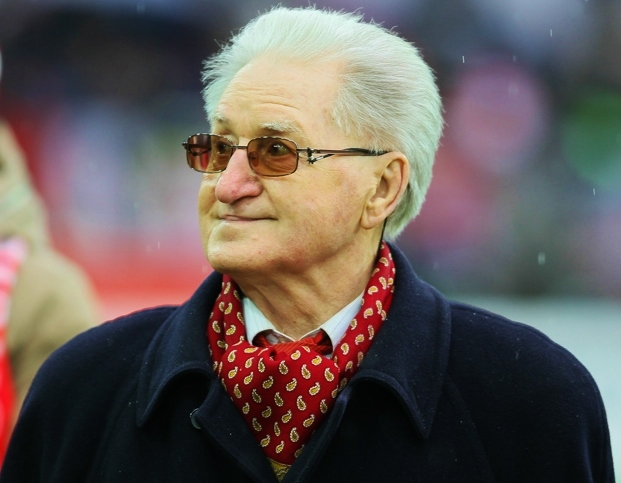
Алексей Парамонов

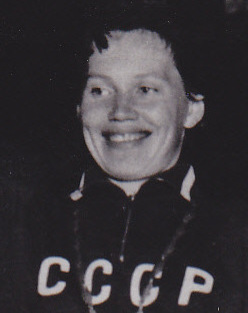
Валентина Растворова

- Бордунов, Виталий Дмитриевич (74) — советский и российский эксперт по вопросам международного воздушного права, председатель правления Независимого института международного права, эксперт ИКАО, публицист[85].
- Бронников, Анатолий Аверьянович (65) — российский государственный деятель, мэр Архангельска (1991—1993)[86].
- Войтулевич, Игорь Геннадьевич (60) — российский театральный режиссёр, главный режиссёр Смоленского академического государственного театра драмы (1994—2001), режиссёр московского театра «Сатирикон» и театра «Гешер» (Израиль)[87].
- Злобец, Цирил (93) — словенский поэт[88].
- Катценштейн, Ури (67) — израильский скульптор, музыкант, создатель музыкальных инструментов, звуковых машин[89].
- Клаудиомиро (68) — бразильский футболист[90].
- Лайман, Принстон (82) — американский политик, заместитель государственного секретаря США по делам Африки, один из участников операции «Моисей»[91].
- Меркурис, Спирос (младший) (91—92) — греческий политик и общественный деятель, один из соучредителей Всегреческого социалистического движения (ПАСОК)[92].
- Парамонов, Алексей Александрович (93) — советский футболист, заслуженный мастер спорта СССР (1953), чемпион летних Олимпийских игр в Мельбурне (1956)[93].
- Растворова, Валентина Ксенофонтовна (85) — советская рапиристка, заслуженный мастер спорта СССР (1956), чемпионка летних Олимпийских игр в Риме (1960)[94].
- Фарнуд, Шерхан (57) — афганский банкир, бывший глава New Kabul Bank[95].
- Цигельман, Яаков (83) — израильский русскоязычный писатель и журналист[96].

## 23 августа

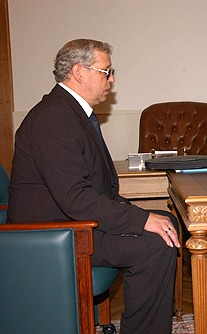
Константин Тоцкий

- Берлянчик, Марк Моисеевич (92) — советский и российский скрипач и педагог, главный редактор журнала «Художественное образование и наука», профессор, заслуженный деятель искусств Российской Федерации[97].
- Бескон, Ив (94) — французский католический епископ[98].
- Гамбоа, Делио (82) — колумбийский футболист, участник чемпионата мира 1962[99].
- Дэвлет, Екатерина Георгиевна (53) — российский археолог, профессор РГГУ[100].
- Липай, Александр Иосифович (52) — советский и белорусский журналист и поэт, создатель и генеральный директор информационного агентства БелаПАН[101].
- Манев, Никола (77) — болгарский художник[102].
- Новоторцев, Владимир Михайлович (72) — советский и российский химик, директор ИОНХ РАН (2004—2015), академик РАН (2008)[103].
- Титова, Мария Залмоновна (72) — советская и российская писательница[104].
- Тоцкий, Константин Васильевич (68) — советский и российский военачальник, российский государственный деятель, директор Федеральной пограничной службы Российской Федерации (1998—2003), генерал армии (2003)[105].
- Уолкер, Джордж (96) — американский композитор, лауреат Пулитцеровской премии за выдающееся музыкальное произведение (1996)[106].
- Федецкий, Андрей Стефанович (60) — советский и украинский футболист и тренер, финалист Кубка СССР 1983 года[107].

## 22 августа

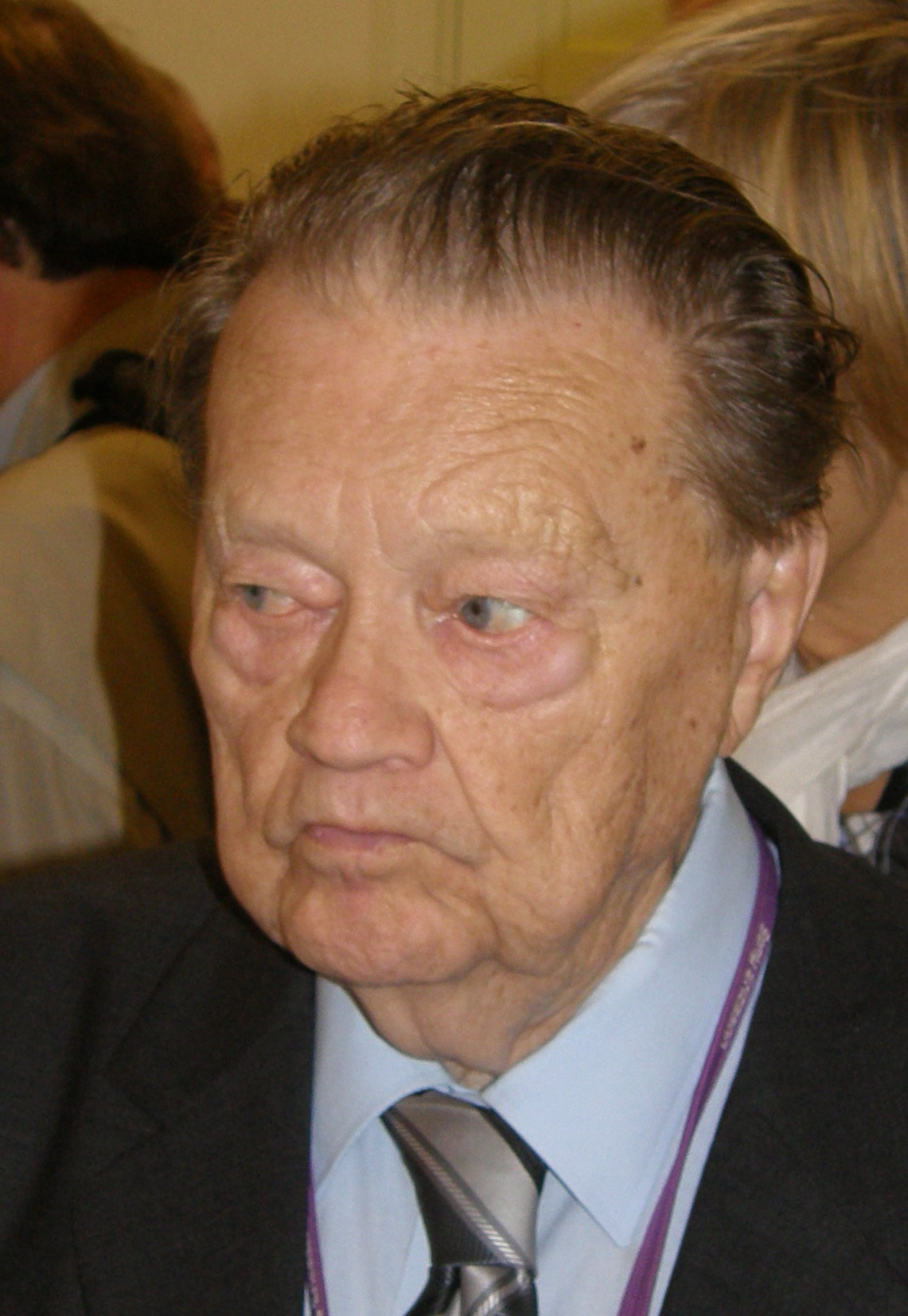
Туллио Иломец

- Бернот, Натан (87) — югославский словенский каноист, серебряный призёр чемпионата мира по гребле на байдарках и каноэ в Шпитталь-ан-дер-Драу (1963)[108].
- Илометс, Туллио (97) — советский и эстонский химик и историк науки, основатель музея Тартуского университета (1976)[109].
- Кавиччи, Франческо (90) — итальянский профессиональный боксёр, чемпион Европы (1955)[110].
- Кинг, Эд (68) — американский рок-музыкант и композитор, гитарист группы Lynyrd Skynyrd[111].
- Лестер, Лейзи (85) — американский музыкант[112].
- Стефан (Сабельник) (70) — деятель неканонического православия русской традиции, епископ Трентонский и Северо-Американский (с 2007 года)[113].
- Торбадо, Хесус (75) — испанский писатель[114].
- Шубик, Мартин (92) — американский экономист, соавтор Шепли-Шубика силового индекса[115].

## 21 августа

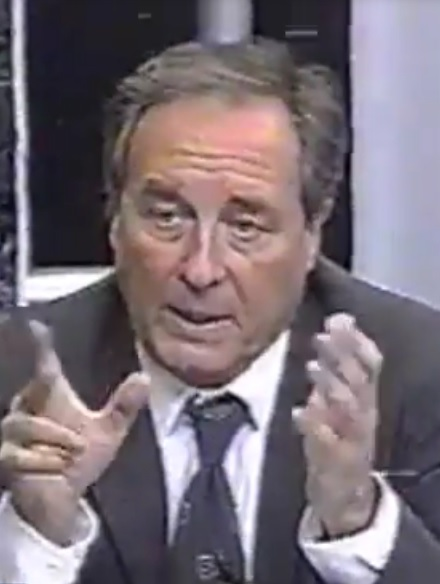
Висенте Верде

- Верду, Висенте (75) — испанский писатель, художник и публицист[116].
- Воронович, Иосиф Робертович (89) — советский и белорусский нейрохирург и травматолог-ортопед, директор НИИ травматологии и ортопедии БССР и Республики Беларусь (1972—1993), заслуженный деятель науки БССР (1987)[117].
- Джонс, Спенсер (61) — новозеландский гитарист, певец и автор песен[118].
- Крайчовски, Ивайло (57) — болгарский рок-музыкант, бас-гитарист группы «ФСБ»[119].
- Крмпотич, Весна (86) — хорватская писательница, лауреат премии Владимира Назора (1999)[120].
- Мариани, Чича (94) — аргентинская правозащитница, основательница и лидер правозащитной организации «Бабушки площади Мая»[121].
- Мина, Ханна (94) — сирийский писатель, публицист, член Лиги арабских писателей[122].
- Рассел, Джералд (90) — британский психиатр, впервые описавший нервную булимию[123].
- Стефан Карл Стефанссон (43) — исландский актёр и певец[124].
- Харрис, Барбара (83) — американская актриса[125].

## 20 августа

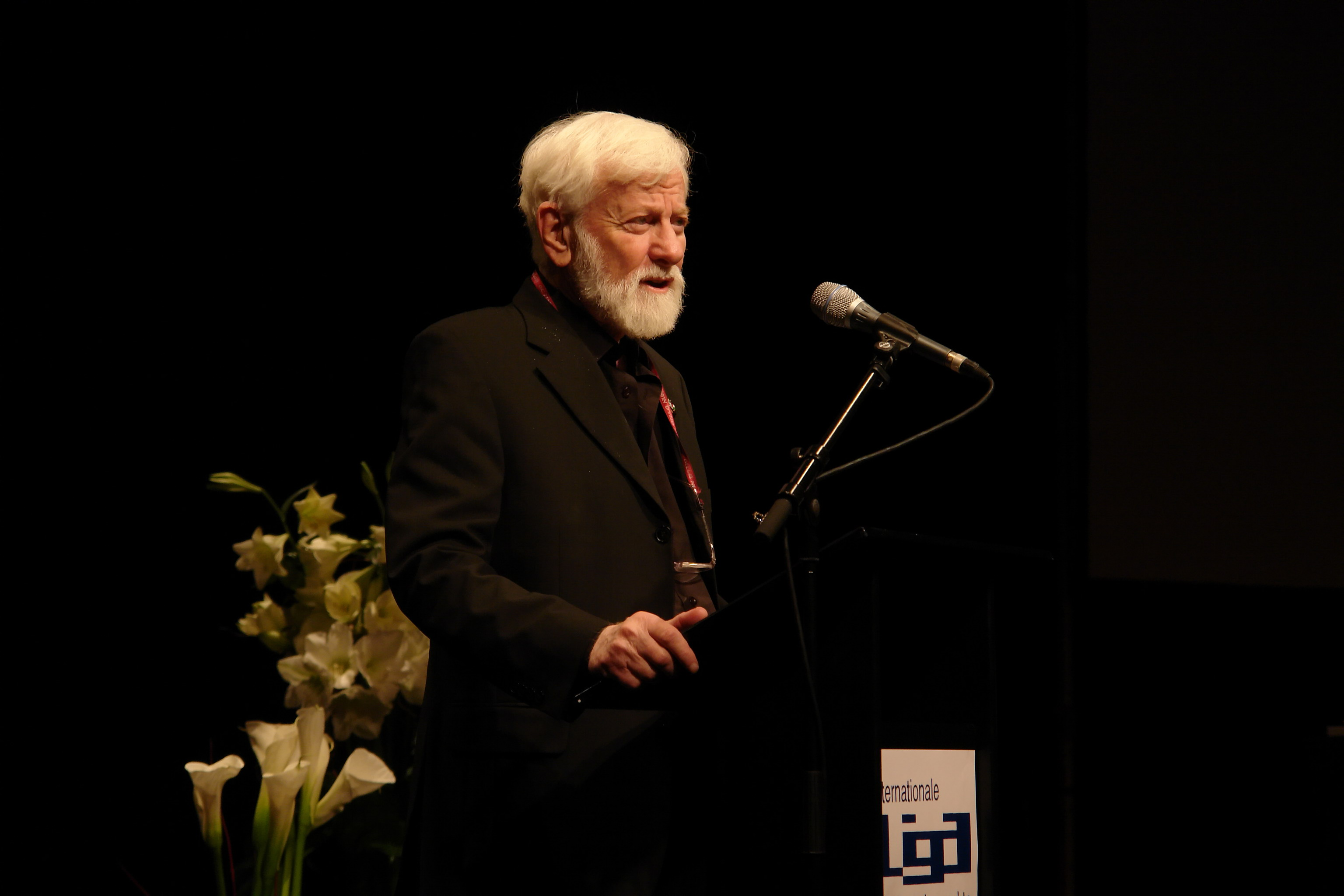
Ури Авнери

- Авнери, Ури (94) — израильский политик и журналист, депутат Кнессета (1965—1974, 1979—1981)[126].
- Аткинс, Тед (60) — британский альпинист[127].
- Беркес, Тургут (65) — турецкий музыкант, художник и писатель[128].
- Блэкман, Чарльз (90) — австралийский художник[129].
- Задан, Крейг (69) — американский продюсер[130].
- Ле Культр, Рене (100) — швейцарский часовщик, создатель первых в мире наручных кварцевых часов[131].
- Макилрой, Джимми (86) — североирландский футболист и футбольный тренер, игрок национальной сборной Северной Ирландии (1951—1965)[132].
- Мхашу, Фиделис (76) — зимбабвийский государственный деятель, министр жилищного строительства и социальных услуг (2009—2013)[133].
- Мюррей, Брайан (80) — южноафриканский актёр[134].
- Русу, Василе (87) — молдавский юрист и государственный деятель, Генеральный прокурор Молдовы (2001—2003)[135].
- Уиллис, Эдди (82) — американский музыкант[136].

## 19 августа

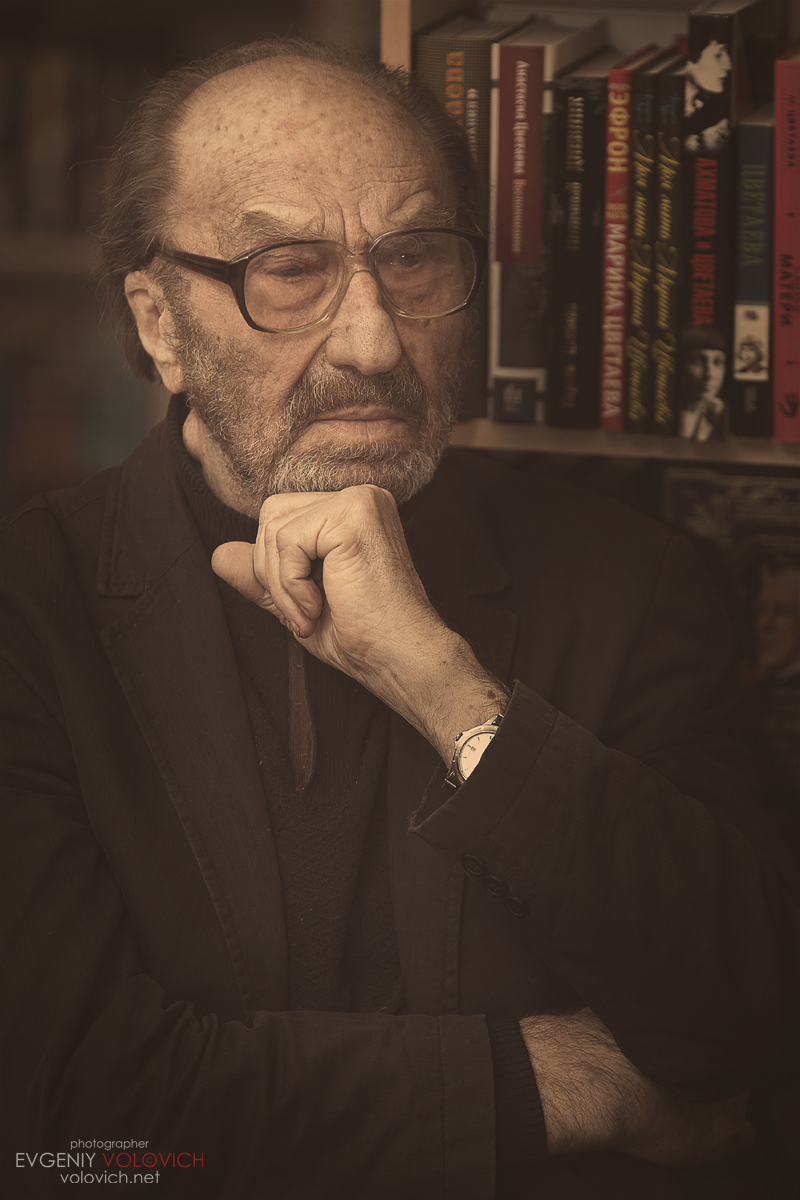
Виталий Волович

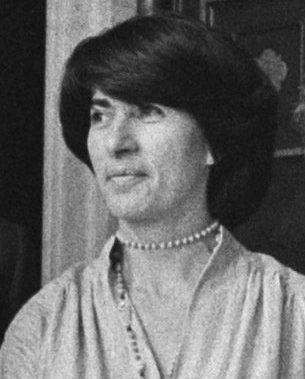
Маргарита Никулеску

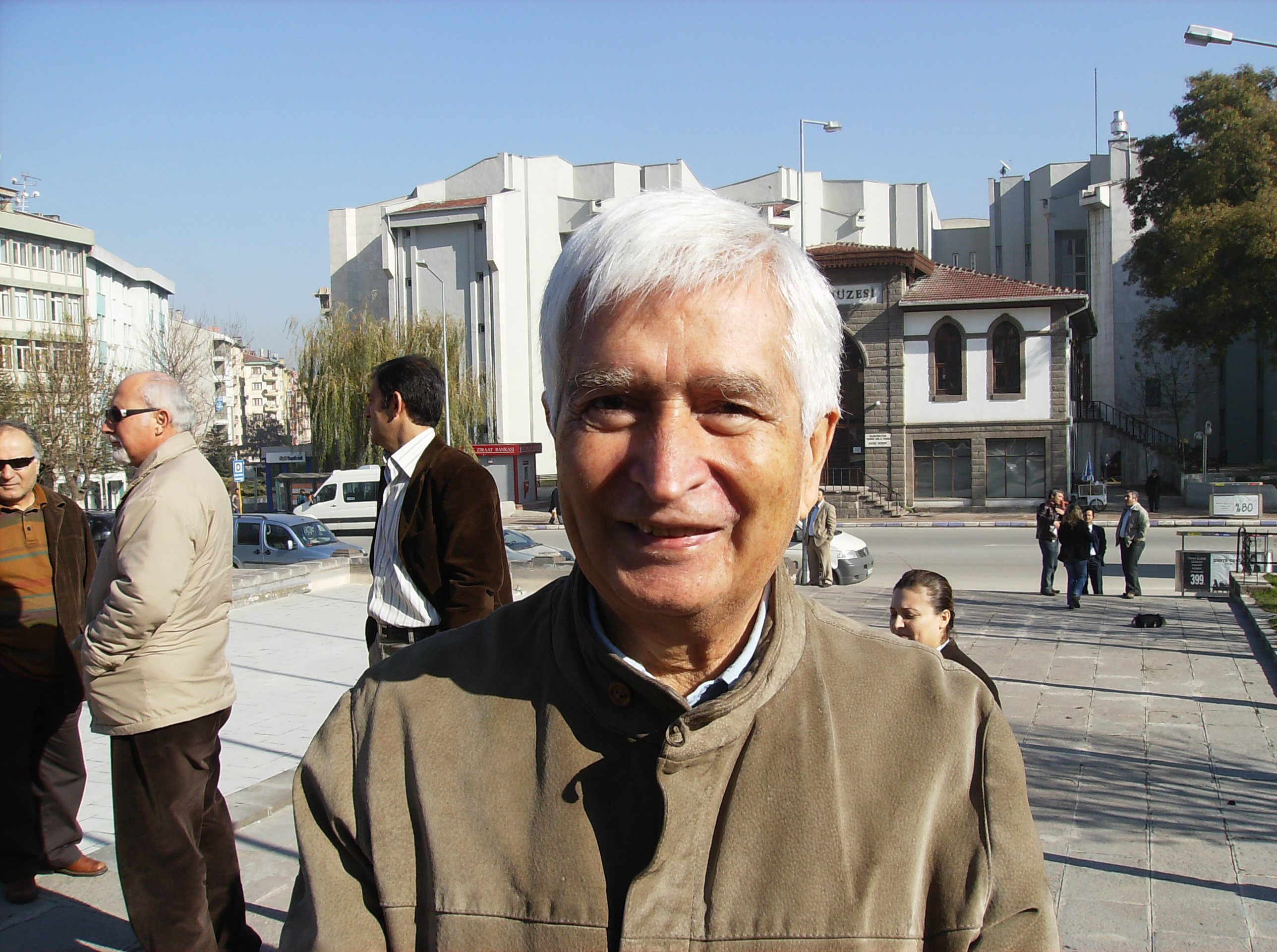
Гюнгёр Урас

- Бобров, Михаил Михайлович (95) — советский и российский альпинист, старейший покоритель Северного полюса, заслуженный тренер РСФСР[137].
- Ботсфорд, Кит (90) — американский литератор, журналист, полиглот[138].
- Волович, Виталий Михайлович (90) — советский и российский художник, график, народный художник Российской Федерации (2016), академик РАХ (2012)[139].
- Кан, Николай Борисович (73) — советский и российский научный деятель, основатель и ректор Сахалинского гуманитарно-технологического института[140].
- Никулеску, Маргарита (92) — румынский и французский режиссёр и теоретик театра кукол[141].
- Токарев, Владимир Дмитриевич (82) — советский и российский геолог, генеральный директор «Хантымансийскнефтегазгеология» (1991—1997), заслуженный геолог РСФСР (1986)[142].
- Урас, Гюнгёр (84) — турецкий экономист, журналист и писатель[143].
- Фаррук, Мохаммед (69) — бангладешский дипломат, посол Бангладеш на Филиппинах[144].
- Фролов, Эдуард Давидович (85) — советский и российский историк, антиковед-эллинист, доктор исторических наук, профессор заслуженный деятель науки Российской Федерации[145].

## 18 августа

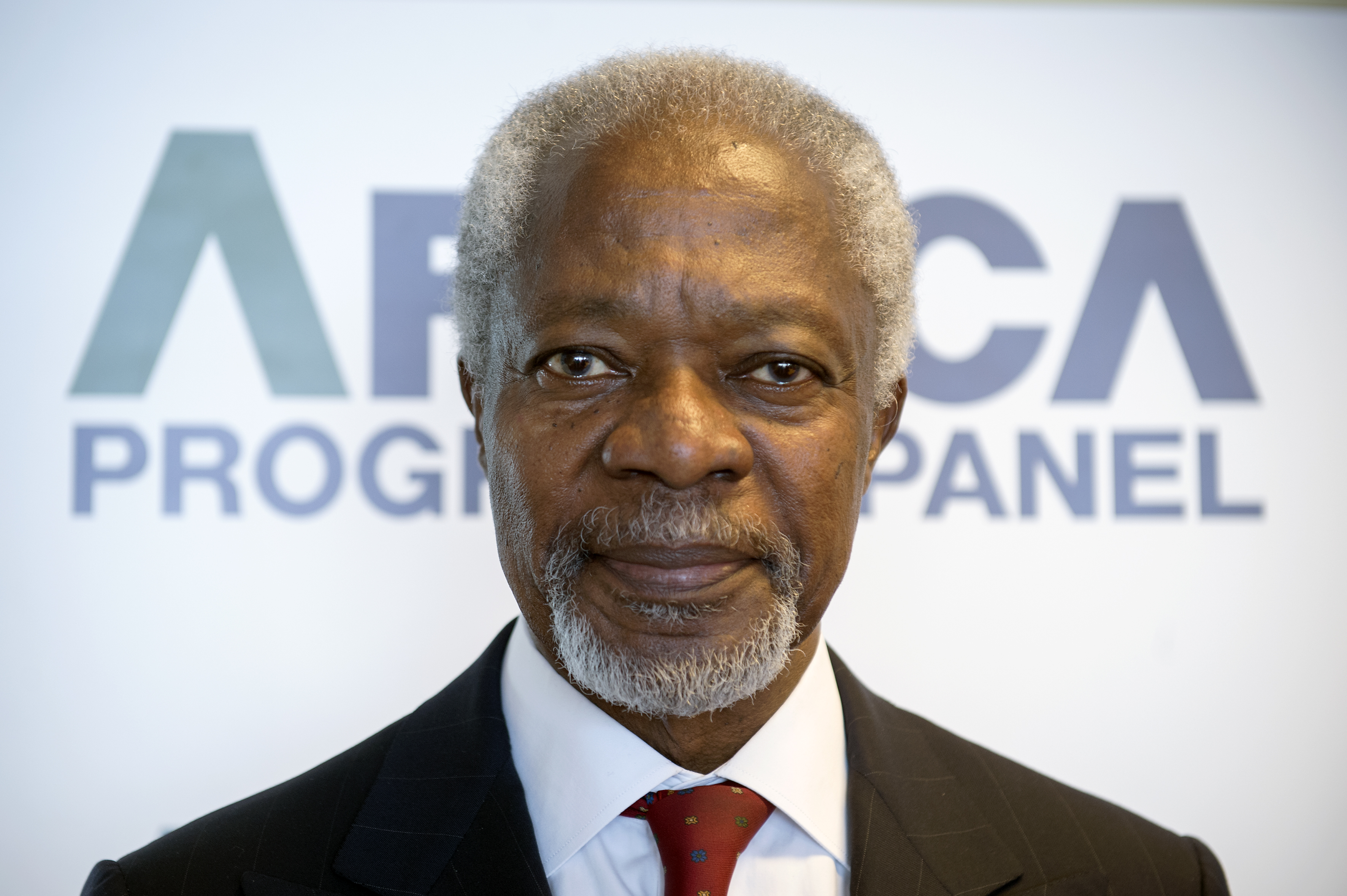
Кофи Аннан

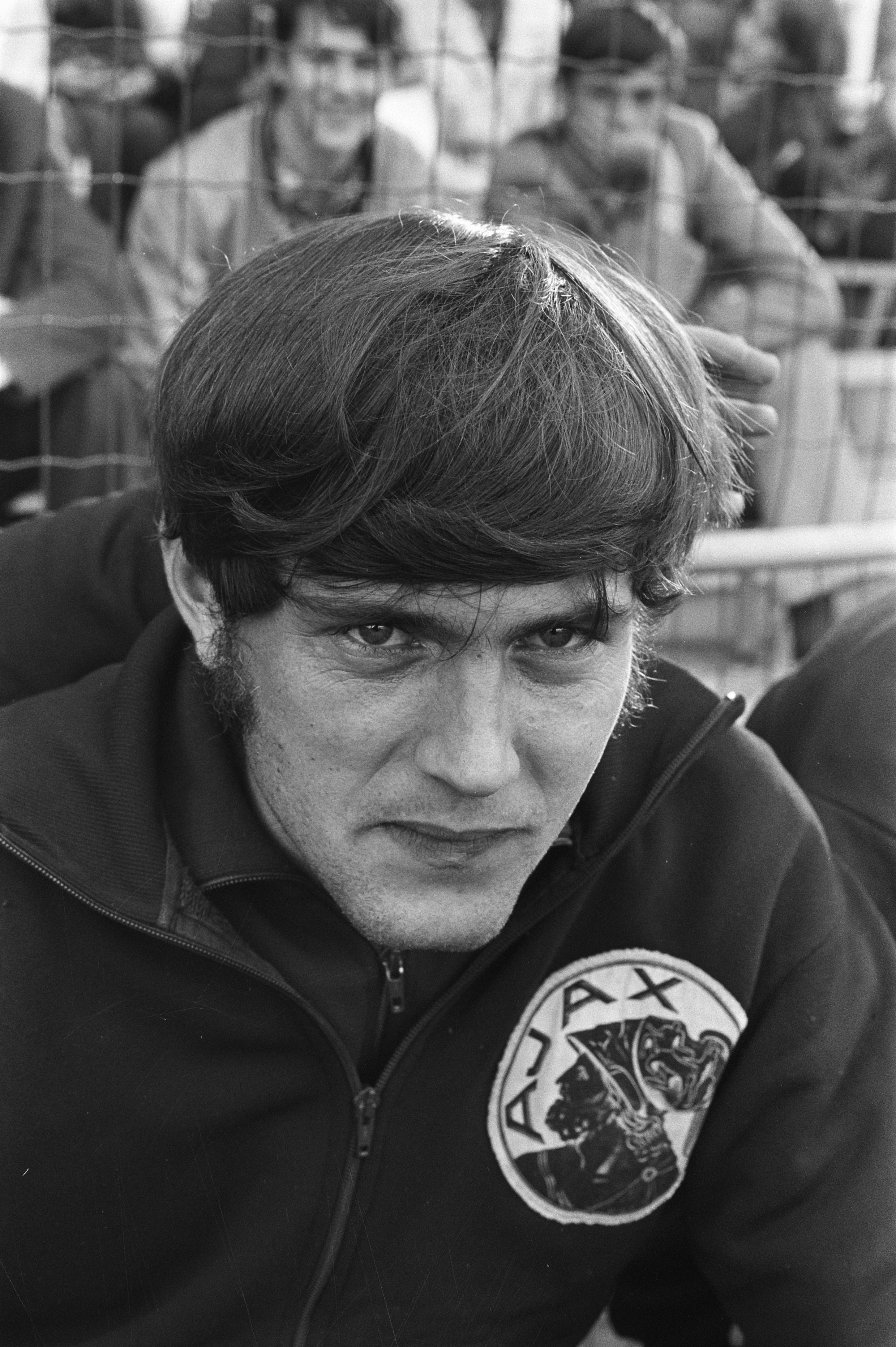
Сис Вевер

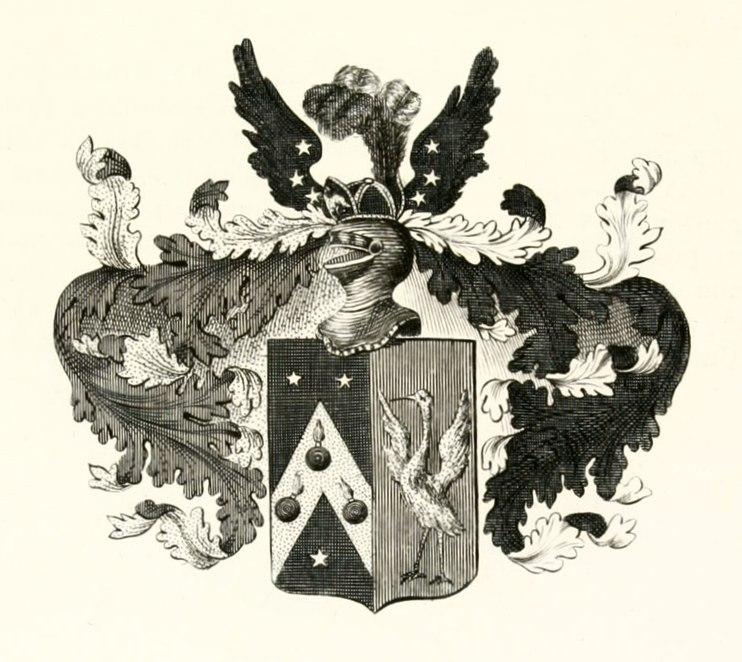
Числав Журавлёв

- Аннан, Кофи (80) — ганский дипломат, Генеральный секретарь ООН (1997—2006), лауреат Нобелевской премии мира (2001)[146].
- Вадецкая, Эльга Борисовна (82) — советский и российский археолог, доктор исторических наук[147].
- Вевер, Сис (71) — нидерландский футбольный вратарь[148].
- Весселинг, Хенк (81) — нидерландский историк, член Королевской академии наук и искусств Нидерландов (1988)[149].
- Джифуни, Гаэтано (86) — итальянский государственный деятель, министр по связям с парламентом (1987), генеральный секретарь администрации президента Италии (1992—2006)[150].
- Журавлёв, Числав Григорьевич (83) — советский и российский мордовский поэт[151].
- Иовлева, Лидия Ивановна (86) — советский и российский искусствовед, академик РАХ (2012)[152].
- Калинин, Андрей Николаевич (52) — советский игрок в хоккей с мячом, капитан команды «Саяны» (Абакан), мастер спорта СССР[153].
- Мур, Ронни (85) — новозеландский спидвейный гонщик, двукратный чемпион мира (1954, 1959)[154].
- Папикян, Карен Альбертович (58) — советский и российский художник, член-корреспондент РАХ (2007)[155].

## 17 августа

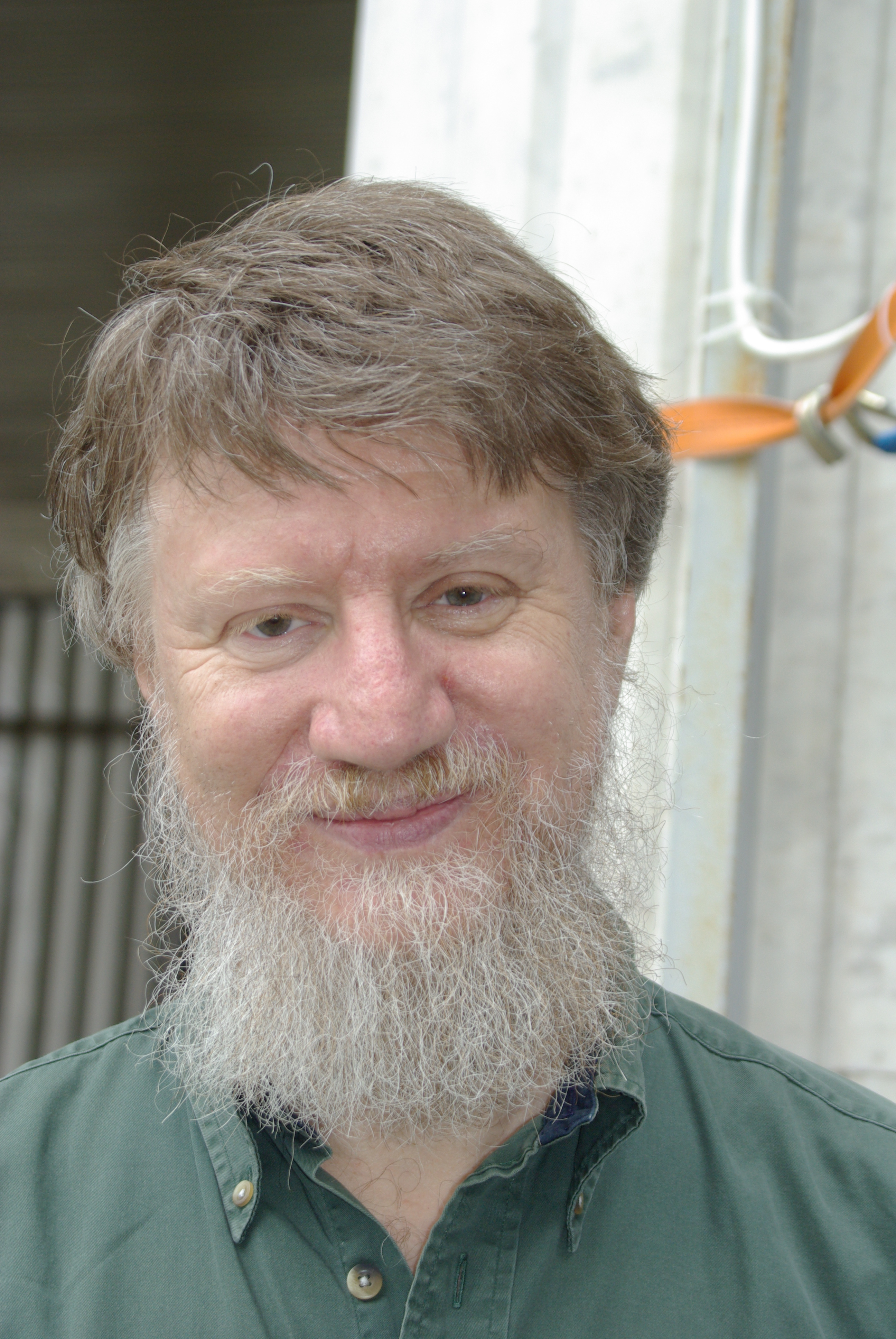
Владимир Шаров

- Апонте, Кайито (80) — венесуэльский киноактёр[156].
- Басс, Боб (89) — американский баскетбольный тренер и функционер[157].
- Босуэлл, Леонард (84) — американский политик, конгрессмен США[158].
- Зиновьев, Николай Николаевич (73) — советский и российский поэт-песенник[159].
- Кларк, Том (77) — американский поэт[160].
- Ковалевский, Жан (89) — французский астроном[161].
- Кучиньская, Эльжбета (69) — польская эстрадная певица и гитаристка[162].
- Лазарь (Абашидзе) (78) — священнослужитель Грузинской православной церкви, архимандрит, духовный писатель, публицист[163].
- Лолли, Клаудио (68) — итальянский эстрадный певец и композитор[164].
- Макрейнольдс, Дэвид (88) — американский социалистический политик[165].
- Сингх, Харджьял (90) — индийский игрок в хоккей на траве, чемпион летних Олимпийских игр в Мельбурне (1956)[166].
- Фрызлевич, Юзеф (86) — польский киноактёр[167].
- Худайбердиева, Халима (71) — советская и узбекская поэтесса, журналист, редактор, общественный деятель, народный поэт Узбекистана (1992)[168].
- Шаров, Владимир Александрович (66) — советский и российский поэт и писатель[169].
- Энтерзами, Иззатулла (94) — иранский киноактёр[170].

## 16 августа

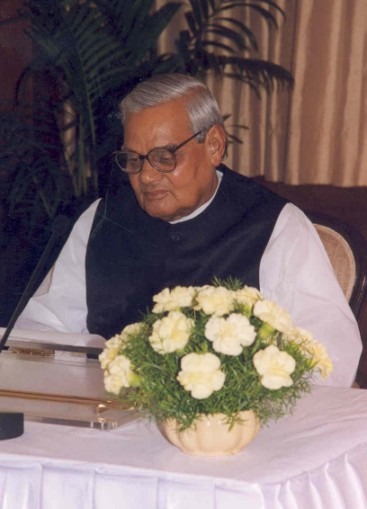
Атал Бихари Ваджпаи

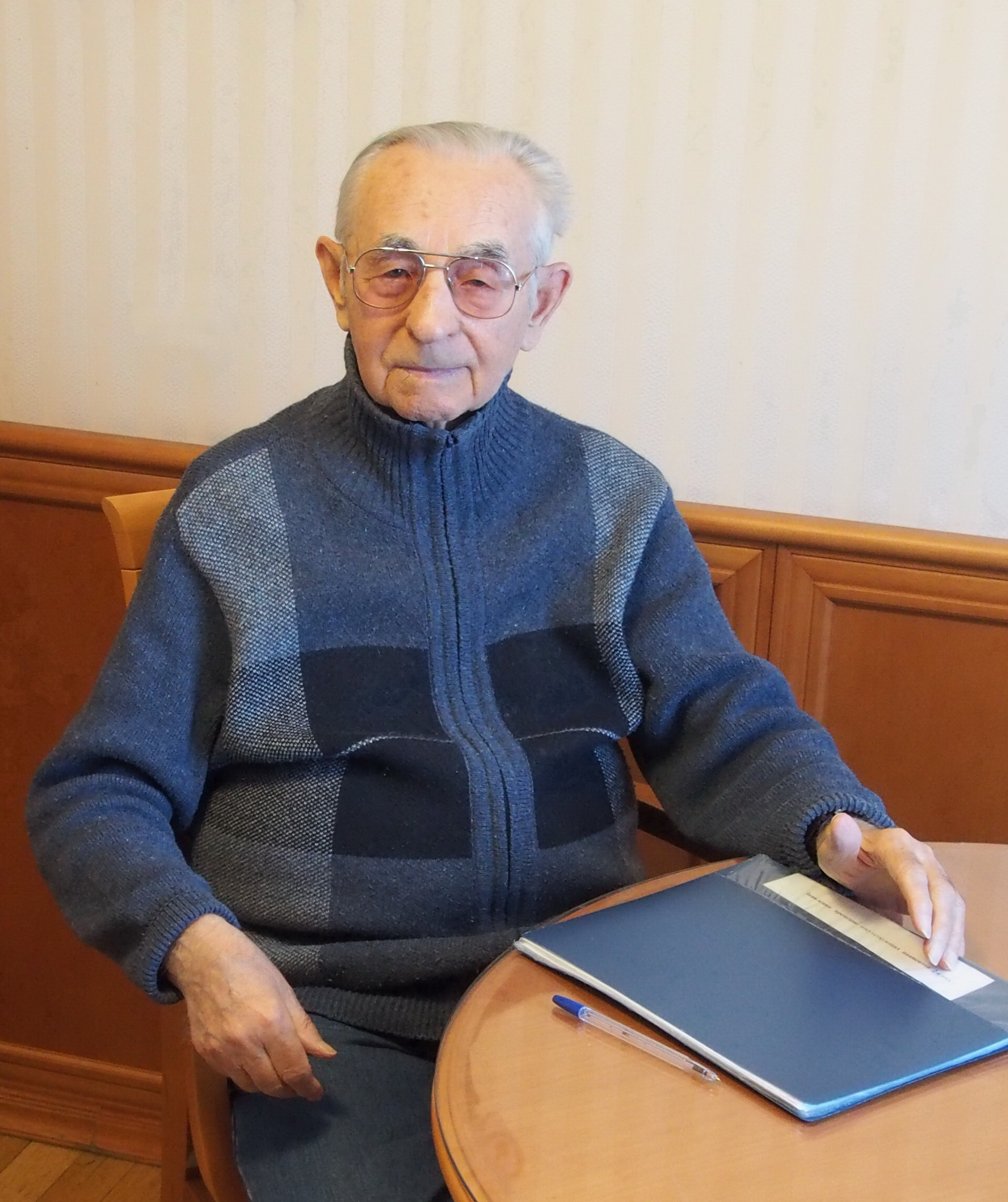
Юрий Грибов

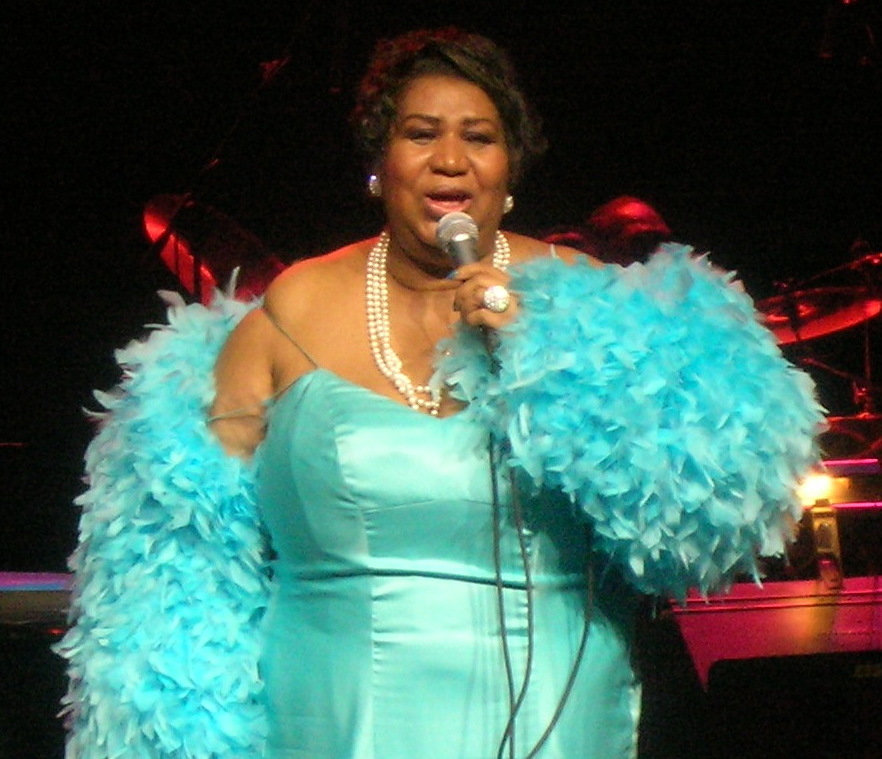
Арета Франклин

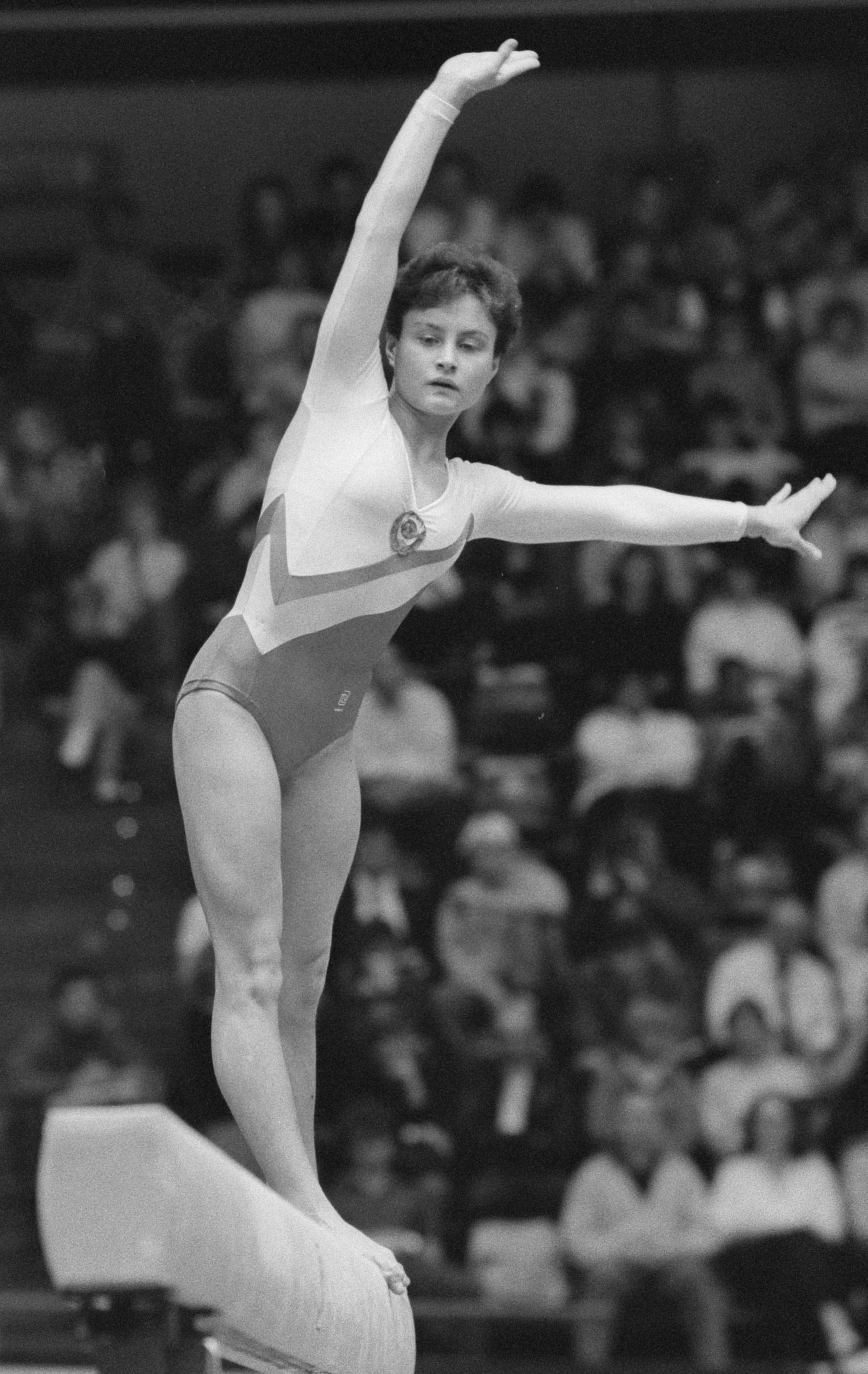
Елена Шушунова

- Андерсен, Бенни (88) — датский композитор, поэт, детский писатель[171].
- Ваджпаи, Атал Бихари (93) — индийский государственный деятель, премьер-министр Индии (1996, 1998—2004)[172].
- Грибов, Юрий Тарасович (93) — советский и российский писатель, очеркист, журналист, главный редактор газет «Литературная Россия» (1973—1982) и «Неделя» (1982—1986), секретарь Правления Союза писателей СССР (1986—1991)[173].
- Ким Ён Чхун (82) — военный и политический деятель КНДР, министр обороны КНДР (2009—2012).
- Леви, Гаври (80) — израильский футбольный функционер, председатель Федерации футбола Израиля (1996—2003)[174].
- Миллер, Кант Принц (84) — британский актёр и музыкант[175].
- Селви, Уорик (78) — австралийский легкоатлет, выступавший в метании диска и толкании ядра.
- Франклин, Арета (76) — американская соул-певица[176].
- Шушунова, Елена Львовна (49) — советская гимнастка, двукратная чемпионка летних Олимпийских игр в Сеуле (1988), заслуженный мастер спорта СССР (1985)[177].

## 15 августа

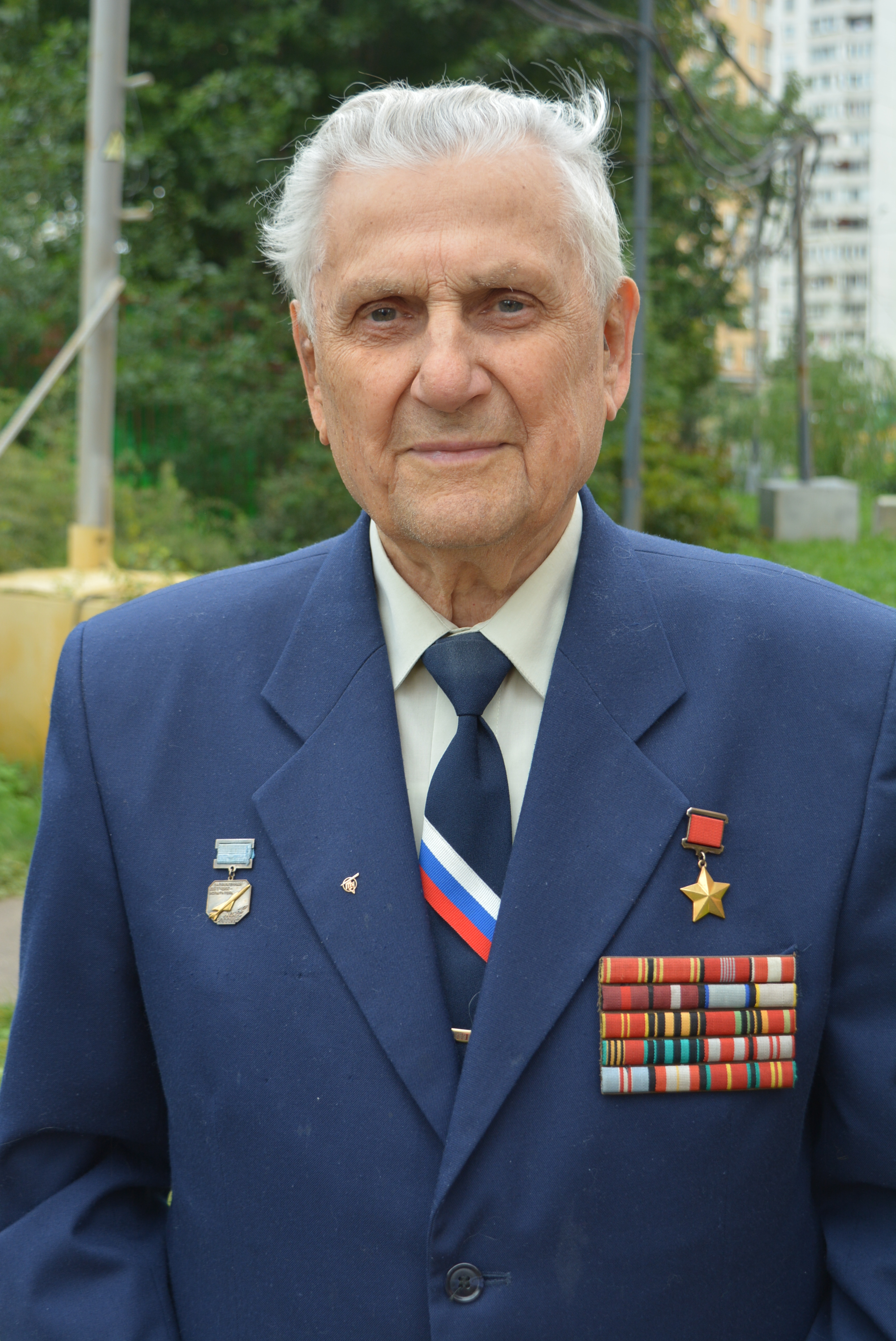
Иван Ведерников

- Абросимов, Владимир Сергеевич (69) — российский актёр театра и кино, заслуженный артист Российской Федерации[178].
- Акенеев, Жумакадыр Асанкулович (63) — киргизский государственный и общественный деятель, министр сельского и водного хозяйства Кыргызстана (1997—1998)[179].
- Борселлино, Рита (73) — итальянская и мальтийская политическая деятельница, депутат Европейского парламента (2009—2014)[180].
- Буке, Мария-Франсуаза (80) — французская пианистка[181].
- Ведерников, Иван Корнеевич (94) — советский лётчик-испытатель, Герой Советского Союза (1981) [inforeactor.ru/172301-umer-geroi-sssr-letchik-ispytatel-vremen-vov-ivan-vedernikov].
- Миллир, Альберт (83) — канадский актёр[182].
- Милович, Душан (93) — сербский инженер-строитель, действительный член Сербской академии наук и искусств (1991)[183].
- Митчелл, Стюарт (52) — британский пианист и композитор[184].
- Нисенбаум, Борис Вениаминович (81) — советский и российский боксёр, чемпион СССР, судья республиканской категории по боксу[185].
- Порсель, Мариса (74) — испанская актриса театра и кино[186].
- Роулинсон, Джон (92) — британский химик, лауреат лекторской премии Фарадея (1983)[187].

## 14 августа

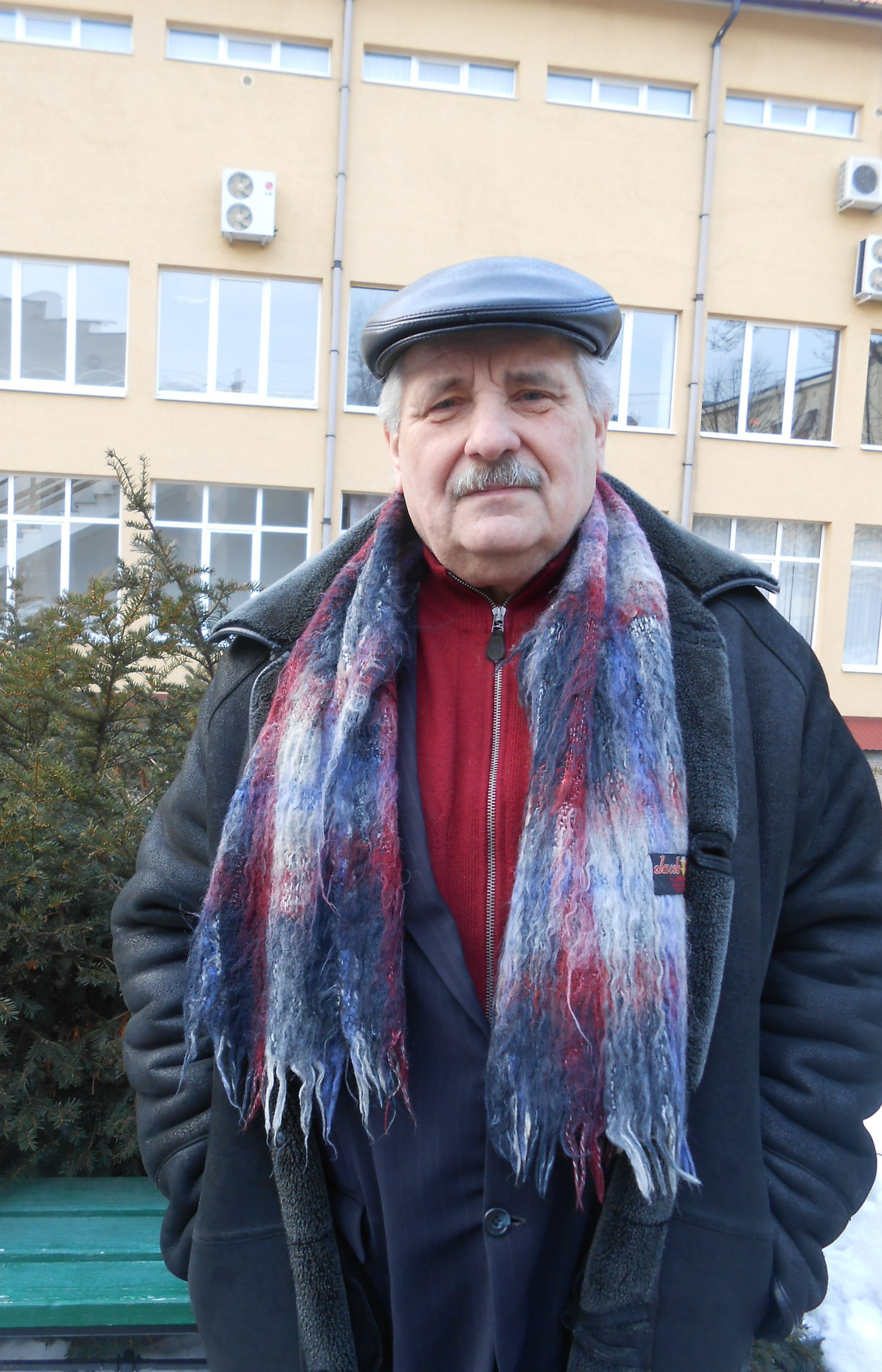
Степан Пушик

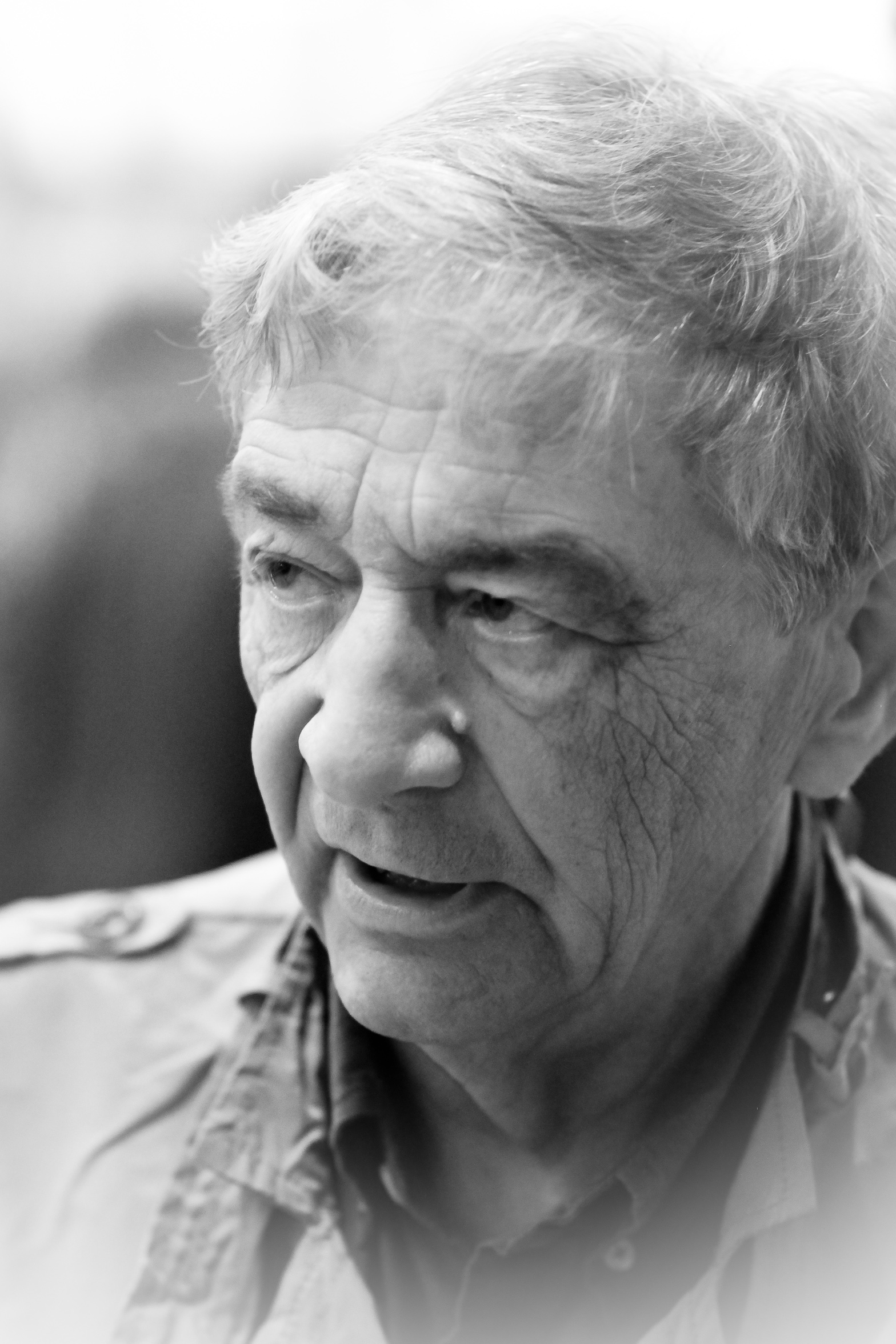
Эдуард Успенский

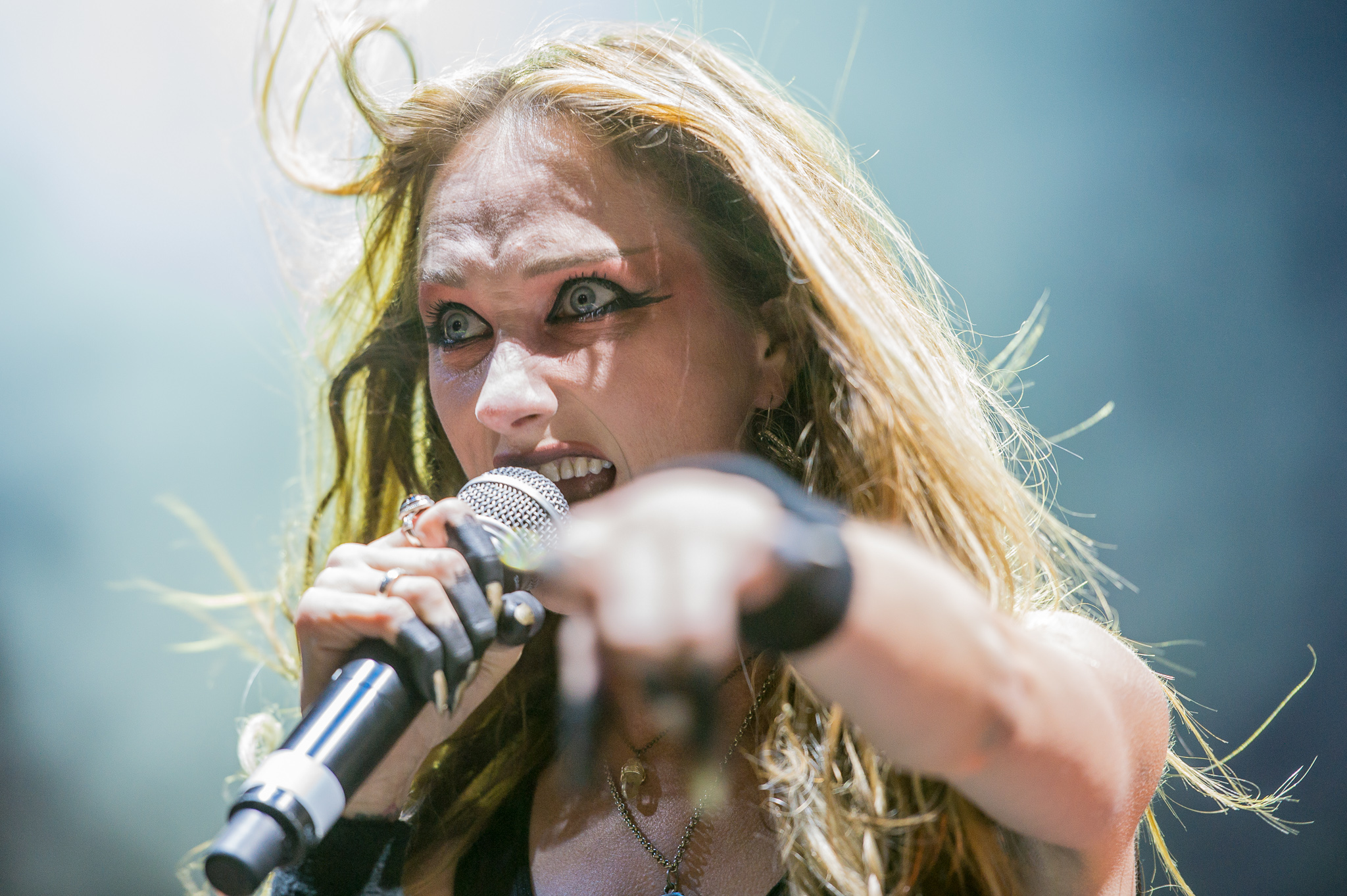
Джилл Янус

- Иванов, Геннадий Павлович (73) — советский и российский фотохудожник[188].
- Кириченко, Николай Михайлович (72) — белорусский актёр театра и кино, народный артист Беларуси (2006)[189].
- Левко, Валентина Николаевна (92) — советская оперная певица (контральто), солистка ГАБТ (1960—1982), народная артистка РСФСР (1969)[190].
- Майсте, Тео-Эндель (86) — эстонский оперный певец (бас) и педагог, народный артист Эстонской ССР (1976)[191].
- Персингер, Майкл (73) — американо-канадский психолог[192].
- Пратт, Мэри (83) — канадская художница[193].
- Пушик, Степан Григорьевич (74) — советский и украинский писатель, поэт, фольклорист и литературовед, журналист, депутат Верховной рады Украины (1990—1994)[194].
- Рампейдж, Рэнди (58) — канадский музыкант (Annihilator)[195].
- Сингх, Хакам (64) — индийский спортсмен, чемпион Азиатских игр (1978) по спортивной ходьбе на 20 километров[196].
- Спиридонов, Михаил Фёдорович (87) — советский и российский общественный деятель, капитан Ленского объединённого речного пароходства, Герой Социалистического Труда (1971)[197].
- Тандон, Балрам Дас (90) — индийский государственный деятель, губернатор Чхаттисгарха (с 2014 года)[198].
- Требби, Марио (78) — итальянский футболист и тренер[199].
- Успенский, Эдуард Николаевич (80) — советский и российский писатель, поэт, драматург и сценарист, телеведущий[200].
- Янус, Джилл (42) — американская певица (Huntress); самоубийство[201].

## 13 августа

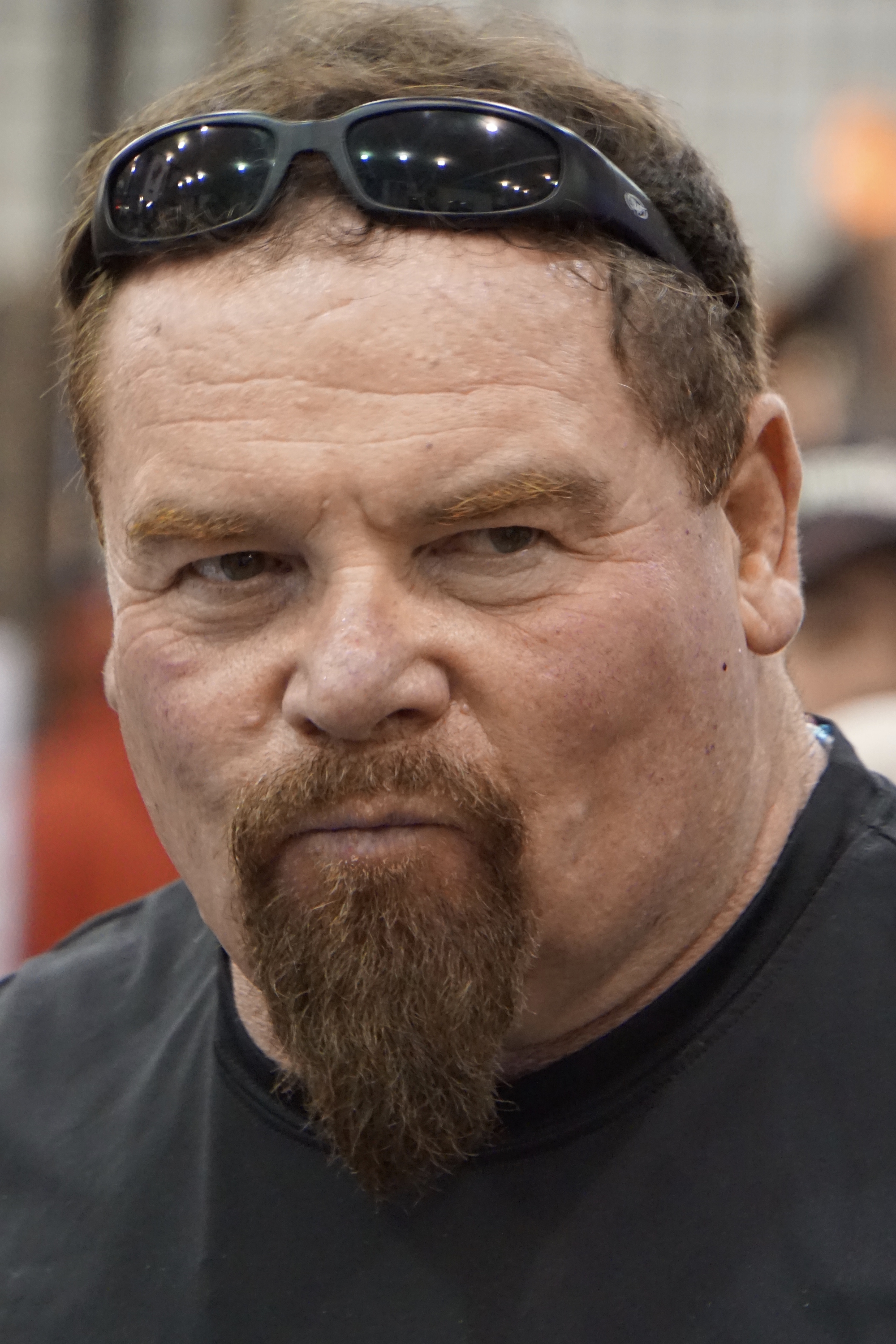
Джим Нейдхарт

- Бего, Звонко (77) — югославский футболист, чемпион летних Олимпийских игр в Риме (1960)[202].
- Горбунов, Борис Семёнович (80) — советский и российский скульптор, заслуженный художник Российской Федерации (1996)[203].
- Исидзука, Унсё (67) — японский актёр озвучивания (сэйю)[204].
- Канталупо, Сальваторе (59) — итальянский актёр[205].
- Нейдхарт, Джим (63) — американский рестлер[206].
- Хаусмер, Жордж (61) — люксембургский писатель и переводчик[207].
- Циркин, Сергей Тимофеевич (85) — советский и российский художник, заслуженный художник Российской Федерации (1997)[208].
- Чаттерджи, Сомнатх (89) — индийский государственный деятель, спикер Лок сабхи (2004—2009)[209].
- Чу Кви Гиам (76) — сингапурский шахматист, международный мастер (1976), международный арбитр (1983)[210].

## 12 августа

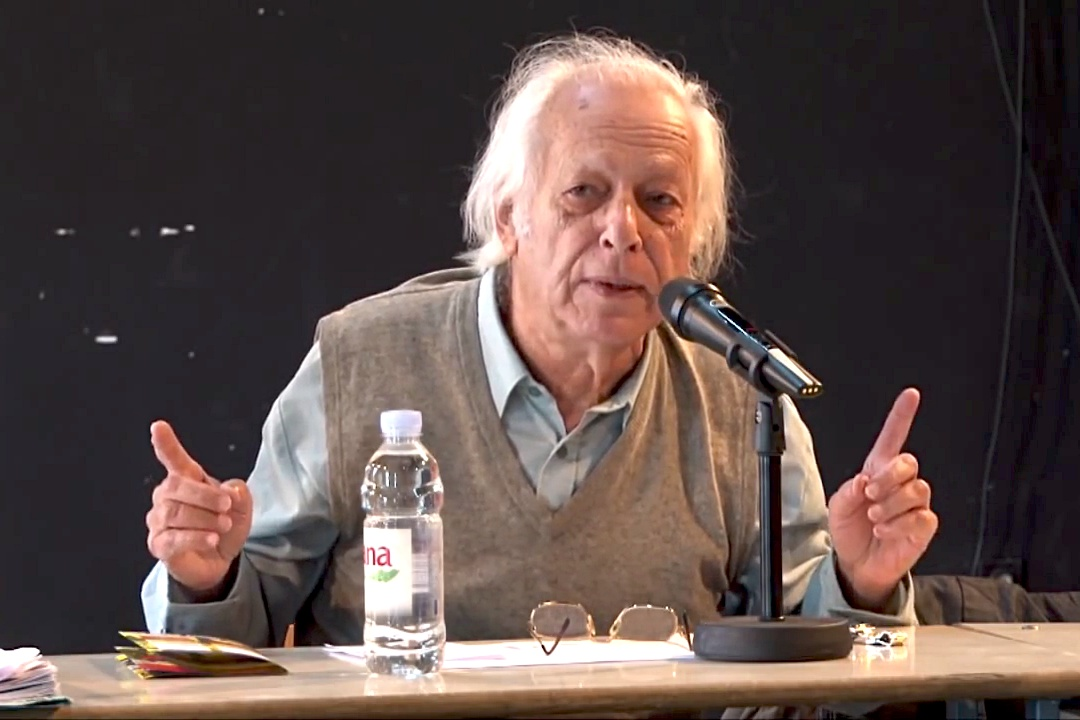
Самир Амин

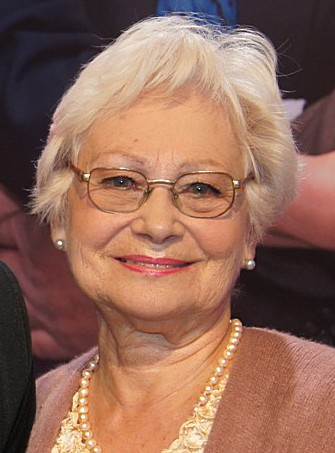
Казимера Утрата

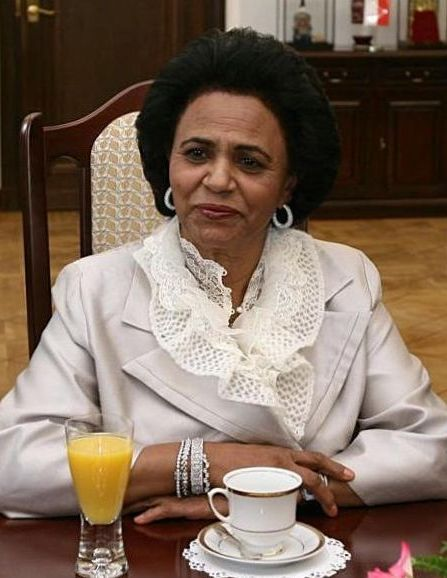
Фариха аль-Ахмед ас-Сабах

- Амин, Самир (86) — египетский политолог и экономист[211].
- Басс, Михаил Григорьевич (48) — российский биолог, эколог и педагог, игрок телевизионной и спортивной версий «Что? Где? Когда?»[212].
- Зозуля, Владимир Александрович (84) — советский и российский дирижёр, основатель и художественный руководитель инструментального ансамбля «Русские узоры», народный артист РСФСР (1989)[213].
- Ибрагимова, Бурлият Акашимовна (86) — советская и российская певица, народная артистка РСФСР (1971)[214].
- Иванов, Геннадий Валентинович (79) — советский и российский театральный актёр, заслуженный артист Российской Федерации[215].
- Роэн, Майкл Скотт (67) — британский писатель[216].
- Рылач, Юрий Александрович (71) — украинский дипломат, Чрезвычайный и Полномочный Посол Украины в Словакии (1999—2004) и в Болгарии (2004—2006)[217].
- Узденский, Анатолий Ефимович (66) — советский и российский актёр театра и кино, народный артист Российской Федерации (1999)[218].
- Утрата, Казимера (86) — польская актриса театра и кино pl:Kazimiera Utrata.
- Фариха аль-Ахмед ас-Сабах (74) — кувейтская принцесса и филантроп[219].

## 11 августа

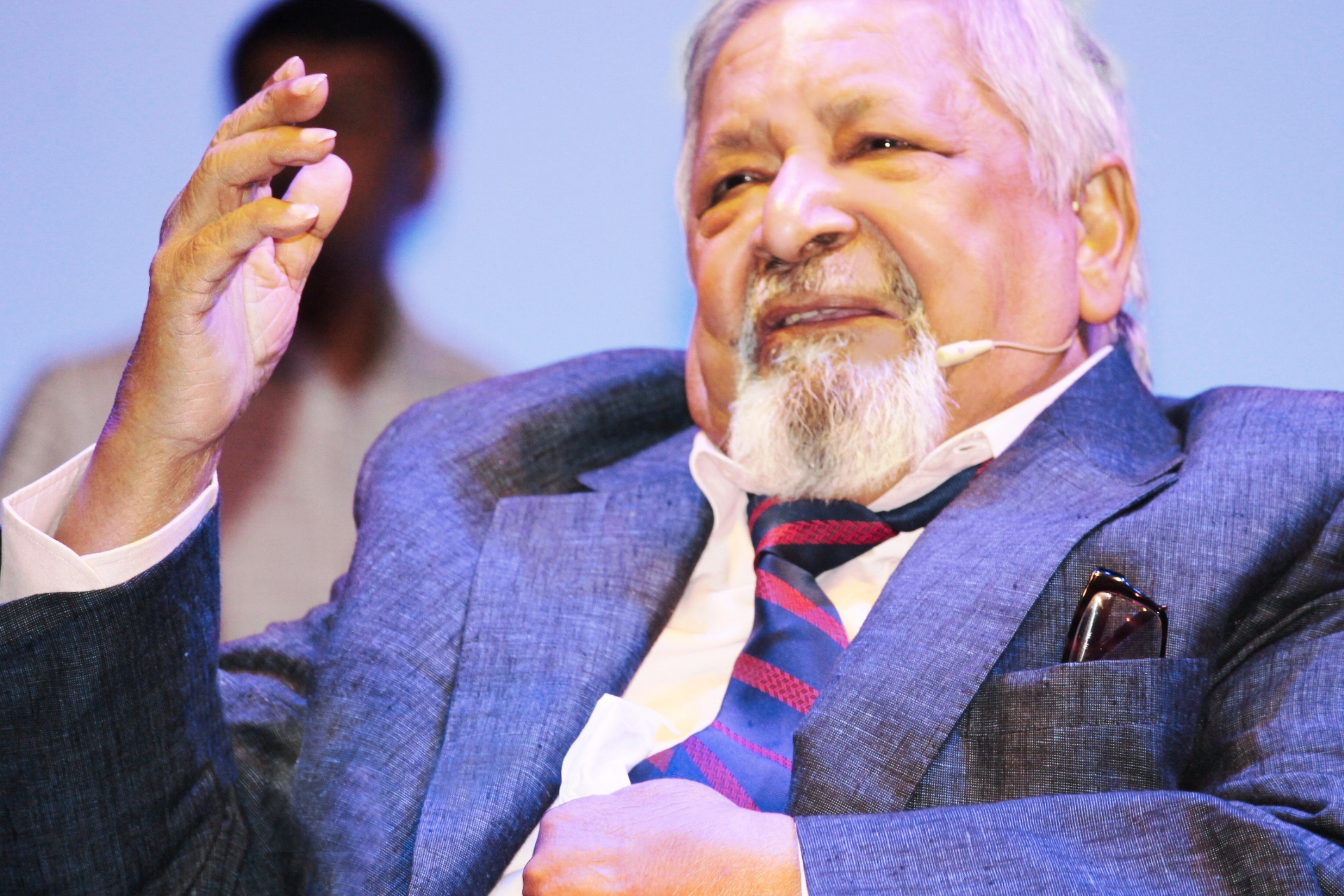
Видиадхар Сураджпрасад Найпол

- Буй Тин (90) — полковник армии Северного Вьетнама, участвовавший в принятии капитуляции Южного Вьетнама в 1975 году[220].
- Васин, Алексей Викторович (51) — российский государственный и общественный деятель, директор Музея-заповедника «Сталинградская битва»[221].
- Ватолин, Николай Анатольевич (91) — советский и российский физикохимик, академик РАН (1991; академик АН СССР с 1981)[222].
- Карабаш, Казимеж (88) — польский кинорежиссёр, классик польской школы документального кино[223].
- Кориковский, Сергей Петрович (82) — советский и российский геолог, член-корреспондент РАН (1997)[224].
- Корхин, Лео Вениаминович (89) — советский и российский дирижёр, заслуженный деятель искусств Российской Федерации[225].
- Найпол, Видиадхар Сураджпрасад (85) — британский прозаик, лауреат Нобелевской премии по литературе (2001)[226].

## 10 августа

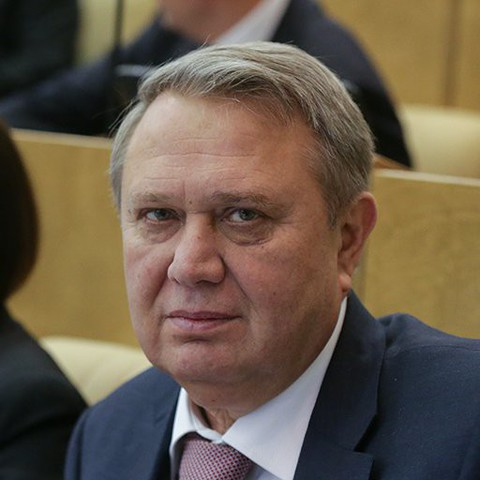
Александр Коровников

- Будник, Андрей Сергеевич (65) — российский дипломат, Чрезвычайный и Полномочный Посол России в Пакистане (2008—2013) и Непале (с 2015)[227].
- Герман (Афанасиадис, Яннакис) (87) — епископ Константинопольской православной церкви, митрополит Феодоропольский (с 1987 года)[228].
- Кокс, Лиллиан (111) — американская долгожительница, самый старый водитель Америки (2008)[229].
- Корбетт, Уильям (75) — американский поэт[230].
- Коровников, Александр Венидиктович (63) — российский государственный деятель, депутат Государственной думы II и VII созывов, член Совета Федерации от Новгородской области (2007—2016)[231].
- Лерой, Роберт (74) — канадский химик, соавтор теории Лероя-Бернштейна[232].
- Макал, Махмут (88) — турецкий писатель[233].
- Никогосян, Николай Багратович (99) — советский и российский скульптор, народный художник СССР (1982), академик РАХ (2001)[234].
- Пахлбод, Мехрдад (101) — иранский государственный деятель, министр культуры (1964—1978)[235].
- Ристич, Момчило (89) — сербский материаловед, действительный член Сербской академии наук и искусств (1985)[236].
- Фабиан, Ласло (82) — венгерский гребец-байдарочник, чемпион летних Олимпийских игр в Мельбурне (1956), четырёхкратный чемпион мира, семикратный чемпион Европы[237].

## 9 августа

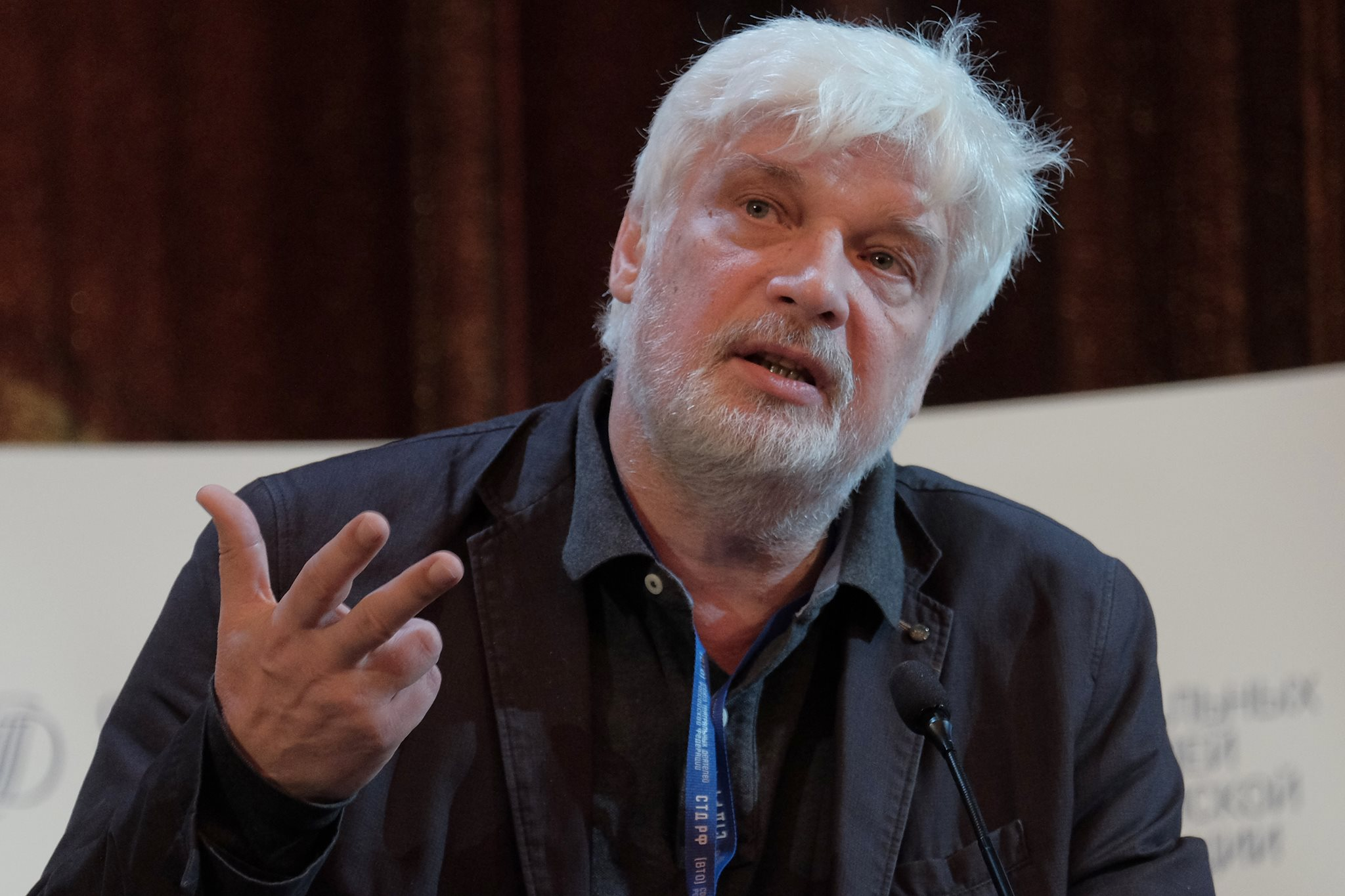
Дмитрий Брусникин

- Брусникин, Дмитрий Владимирович (60) — советский и российский актёр и режиссёр театра и кино, сценарист, театральный педагог, профессор, заслуженный артист Российской Федерации (1993), заслуженный деятель искусств Российской Федерации (2009)[238].
- Дегтярёва, Тамара Васильевна (74) — советская и российская актриса театра и кино, народная артистка Российской Федерации (2005)[239].
- Дэвис, Артур (77) — британский оперный певец[240].
- Жунёв, Александр Игоревич (34) — российский уличный художник[241].
- Иванов, Юрий Александрович (89) — советский государственный деятель, финансист и банкир, председатель Внешэкономбанка (1970—1987)[242].

## 8 августа

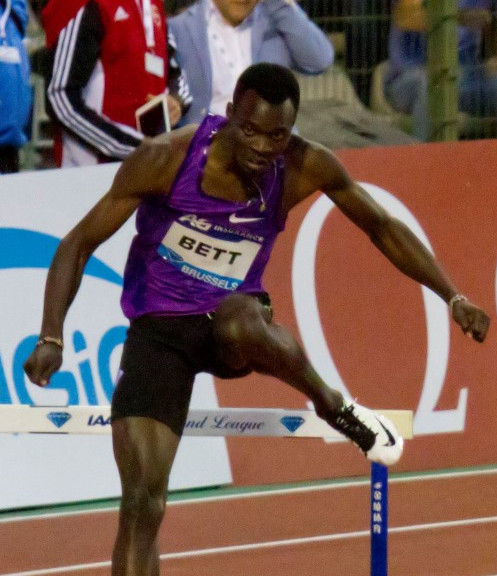
Николас Бетт

- Алинеи, Марио (91) — итальянский лингвист, пионер в использовании компьютеров в лингвистике[243].
- Бетт, Николас (28) — кенийский легкоатлет, чемпион мира по лёгкой атлетике (2015); автокатастрофа[244].
- Глайнс, Джон (84) — американский драматург и театральный продюсер, лауреат премии «Тони» и «Драма Деск» (1983)[245].
- Губичка, Станислав (88) — чешский архитектор[246].
- Дилле, Вилли (53) — нидерландская политическая деятельница, депутат Генеральных штатов (2010—2012); самоубийство[247].
- Кроуфорд, Рональд (82) — австралийский легкоатлет (спортивная ходьба), участник трёх Олимпийских игр (1956, 1960, 1964), чемпион Австралии (1961)[248].
- Лещинский, Михаил Борисович (73) — советский и российский тележурналист, военный обозреватель Гостелерадио СССР, корреспондент программы «Время»[249].
- Онага, Такэси (67) — японский государственный деятель, губернатор Окинавы (с 2014 года)[250].
- Шахов, Михаил Афанасьевич (86) — советский борец вольного стиля, тренер, бронзовый призёр летних Олимпийских игр в Мельбурне (1956), заслуженный мастер спорта СССР (1963)[251].

## 7 августа

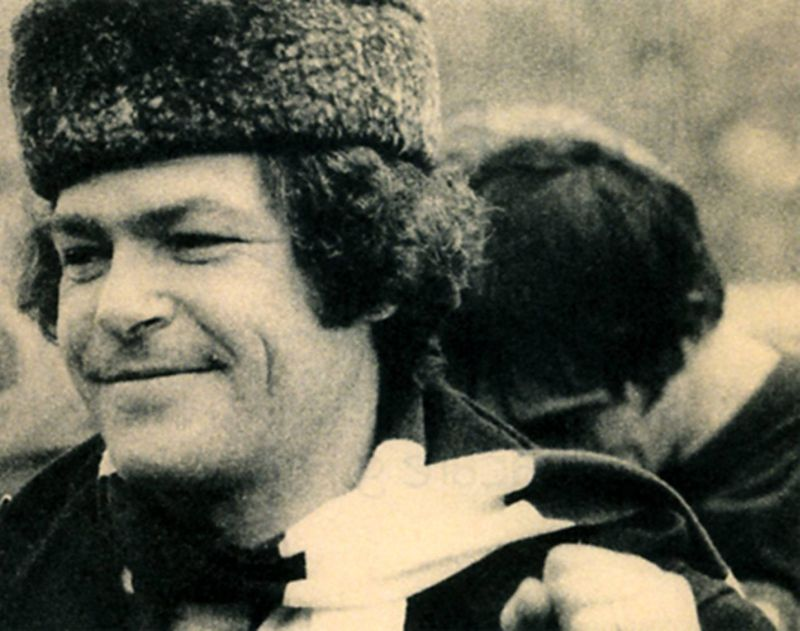
Густаво Джаньони

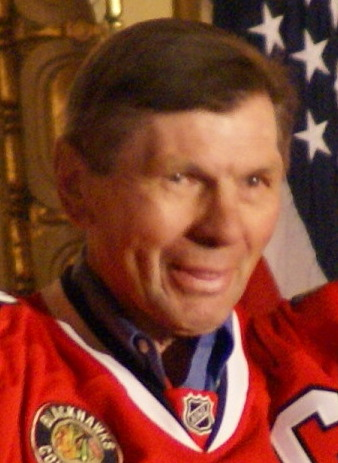
Стэн Микита

- Вилсон, Робли (88) — американский поэт и писатель[252].
- Вайнберг, Джеральд (84) — американский учёный, автор и преподаватель психологии и антропологии разработки программного обеспечения[253].
- Горбачёв, Иван Васильевич (71) — советский и российский учёный в области технологии уборки полевых культур, член-корреспондент РАСХН (2005—2014), член-корреспондент РАН (2014)[254].
- Джаньони, Густаво (86) — итальянский футболист и тренер, центральный защитник Мантовы (1957—1968)[255].
- Клайн, Ричард Х (91) — американский оператор[256].
- Крисанов, Андрей Валерьевич (52) — советский и российский художник, музыкант и актёр[257].
- Ламунье, Гильерме (67) — бразильский автор-исполнитель, композитор и актёр[258].
- Лемден, Антон (89) — австрийский художник[259].
- Микита, Стэн (78) — канадский хоккеист[260].
- Шер, Аркадий Соломонович (84) — советский художник-мультипликатор, художник-постановщик, режиссёр мультипликации, российский художник-иллюстратор, сценарист и писатель[261].
- Шико, Этьен (69) — французский актёр и композитор[262].

## 6 августа

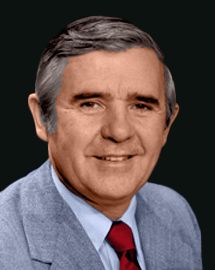
Пол Лаксалт

- Дикс, Роберт (83) — американский актёр[263].
- Лаксалт, Пол (96) — американский государственный деятель, губернатор штата Невада (1967—1971)[264].
- Риченс, Пит (65) — британский сценарист[265].
- Робюшон, Жоэль (73) — французский шеф-повар и ресторатор[266].
- Саукке, Максимилиан Борисович (99) — советский историк авиации [?].
- Славинский, Игорь Николаевич (65) — украинский театральный режиссёр, театральный педагог, актёр, народный артист Украины (2018)[267].
- Стрельникова, Надежда Тимофеевна (92) — советская и российская общественная деятельница, директор Воронежской универсальной научной библиотеки имени И. С. Никитина (1957—1984), заслуженный работник культуры РСФСР (1975)[268].
- Феномено, Джимми иль (86) — итальянский актёр[269].
- Хабихт, Христиан (92) — немецкий историк-антиковед и эпиграфист, заслуженный профессор[270].
- Хеклер, Маргарет (87) — американский государственный деятель, министр здравоохранения и социальных служб США (1983—1985)[271].

## 5 августа

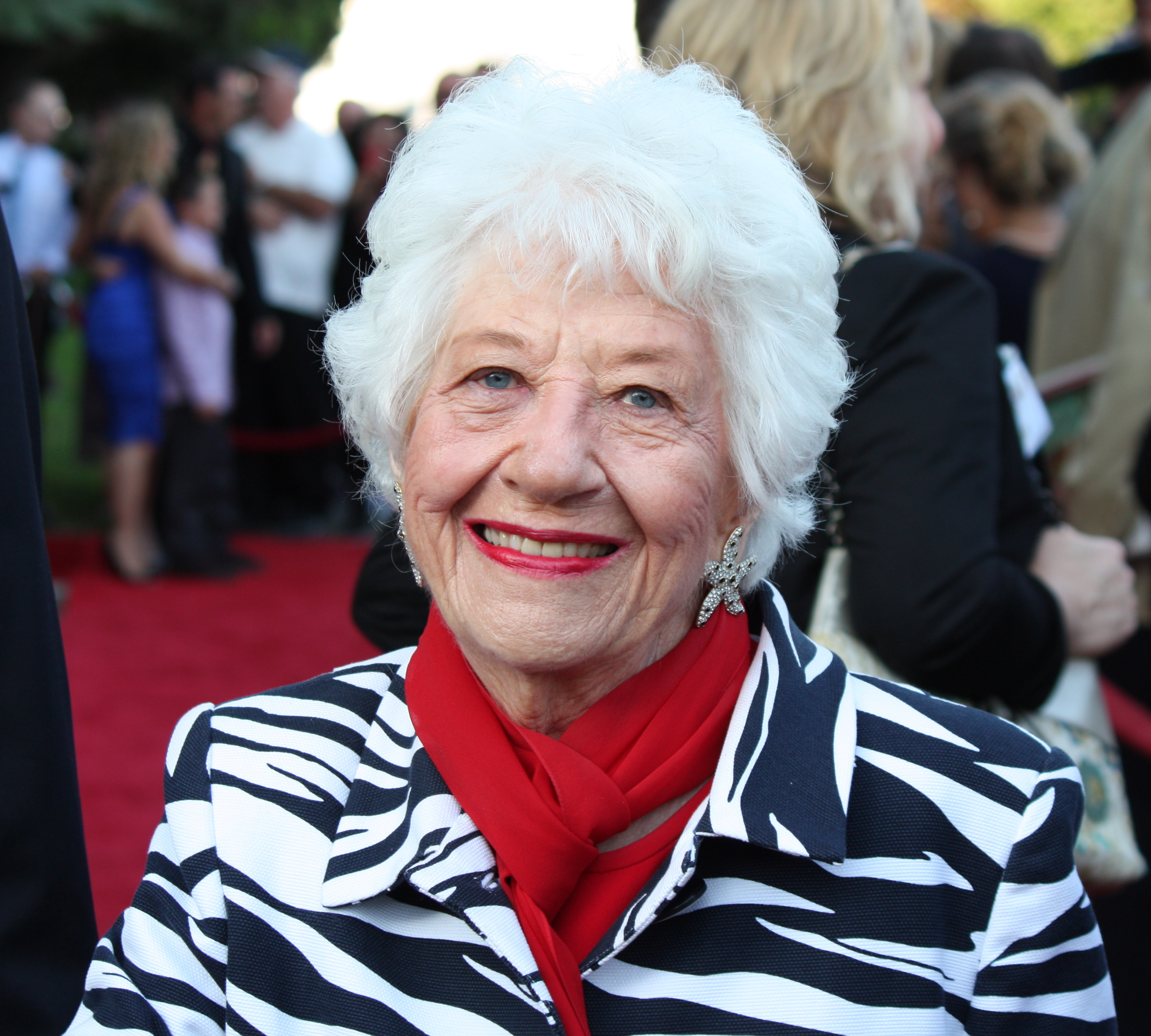
Шарлотта Рэй

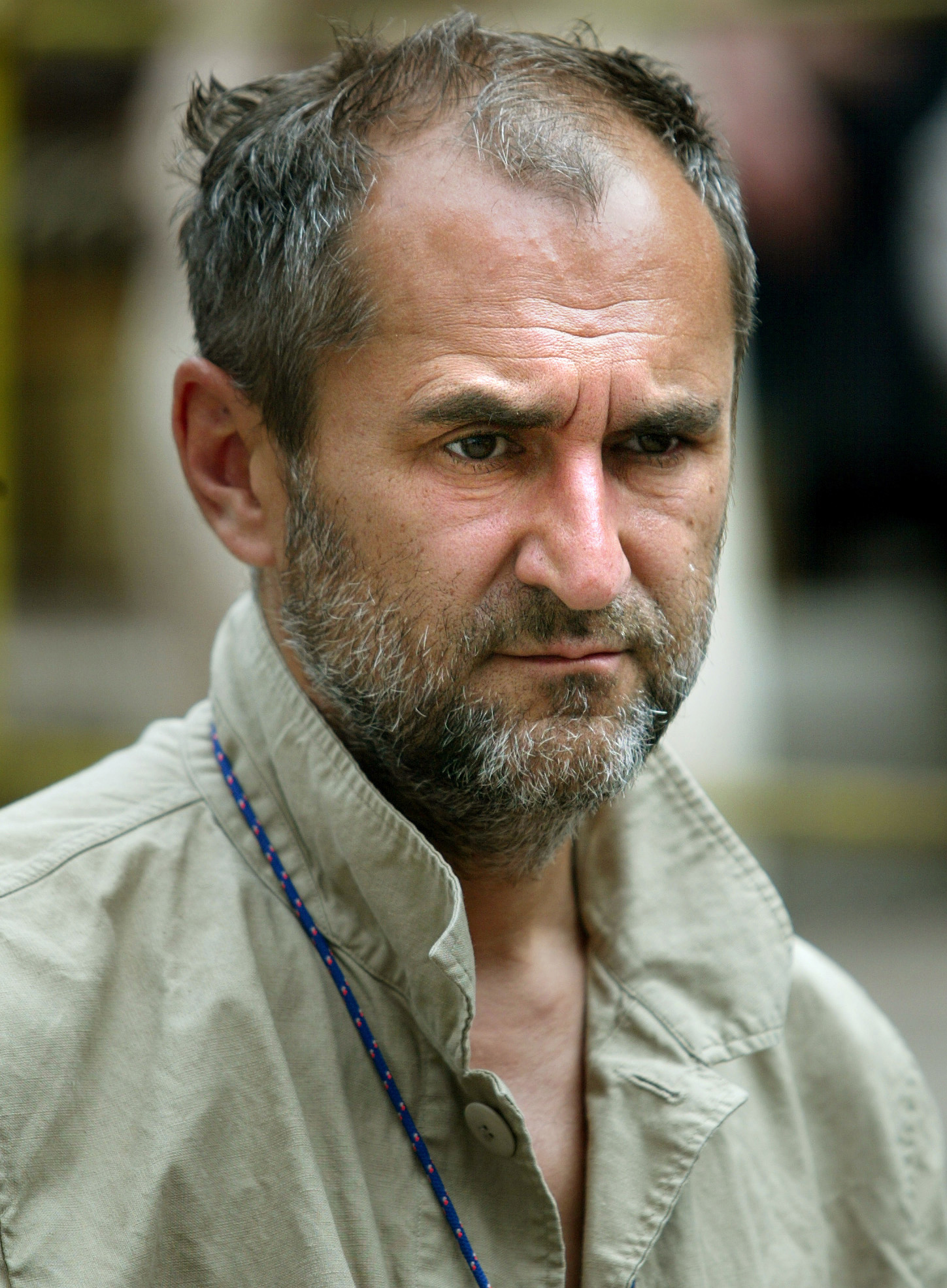
Пётр Шулькин

- Бектемишов, Болотбек Жабуевич (58) — киргизский хоккейный тренер[272].
- Бурке, Бернард (90) — американский астроном, лауреат премии Хелены Уорнер (1963)[273].
- Ландсберг, Дэвид (73) — американский актёр, сценарист и продюсер[274].
- Лу, Эллен Джойс (32) — гонконгская певица; самоубийство[275].
- Рабинович, Алан (64) — американский зоолог[276].
- Рэй, Шарлотта (92) — американская характерная актриса театра, кино и телевидения[277].
- Суини, Мэттью (65) — ирландский поэт[278].
- Шулькин, Пётр (68) — польский актёр, режиссёр, писатель и сценарист, педагог[279].

## 4 августа

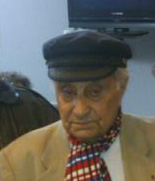
Арсен Чакарян

- Амбарцумян, Сергей Александрович (96) — советский и армянский учёный-механик, иностранный член РАН (2003)[280].
- Данчак, Стано (75) — словацкий актёр[281].
- Джабиев, Анар (44) — азербайджанский музыкант, считающийся первым рэпером Азербайджана[282].
- Нивергельт, Эрвин (89) — швейцарский экономист и шахматист[283].
- Созинов, Алексей Алексеевич (88) — советский и украинский растениевод, академик НАН Украины (1978), академик (1990) и президент (1990—1996) Украинской академии аграрных наук, академик ВАСХНИЛ (1978—1992), иностранный член РАСХН (1992—2014), иностранный член РАН (2014)[284].
- Соколова, Анна Альбертовна (49) — советская и российская актриса театра и кино[285].
- Форреллад, Луиза (91) — испанская писательница, лауреат премии Надаля (1953)[286].
- Харгривз, Джанет (81) — британская актриса[287].
- Цугава, Масахико (78) — японский актёр[288].
- Чакарян, Арсен (101) — армянский деятель французского сопротивления, последний член «группы Манушяна»[289].

## 3 августа

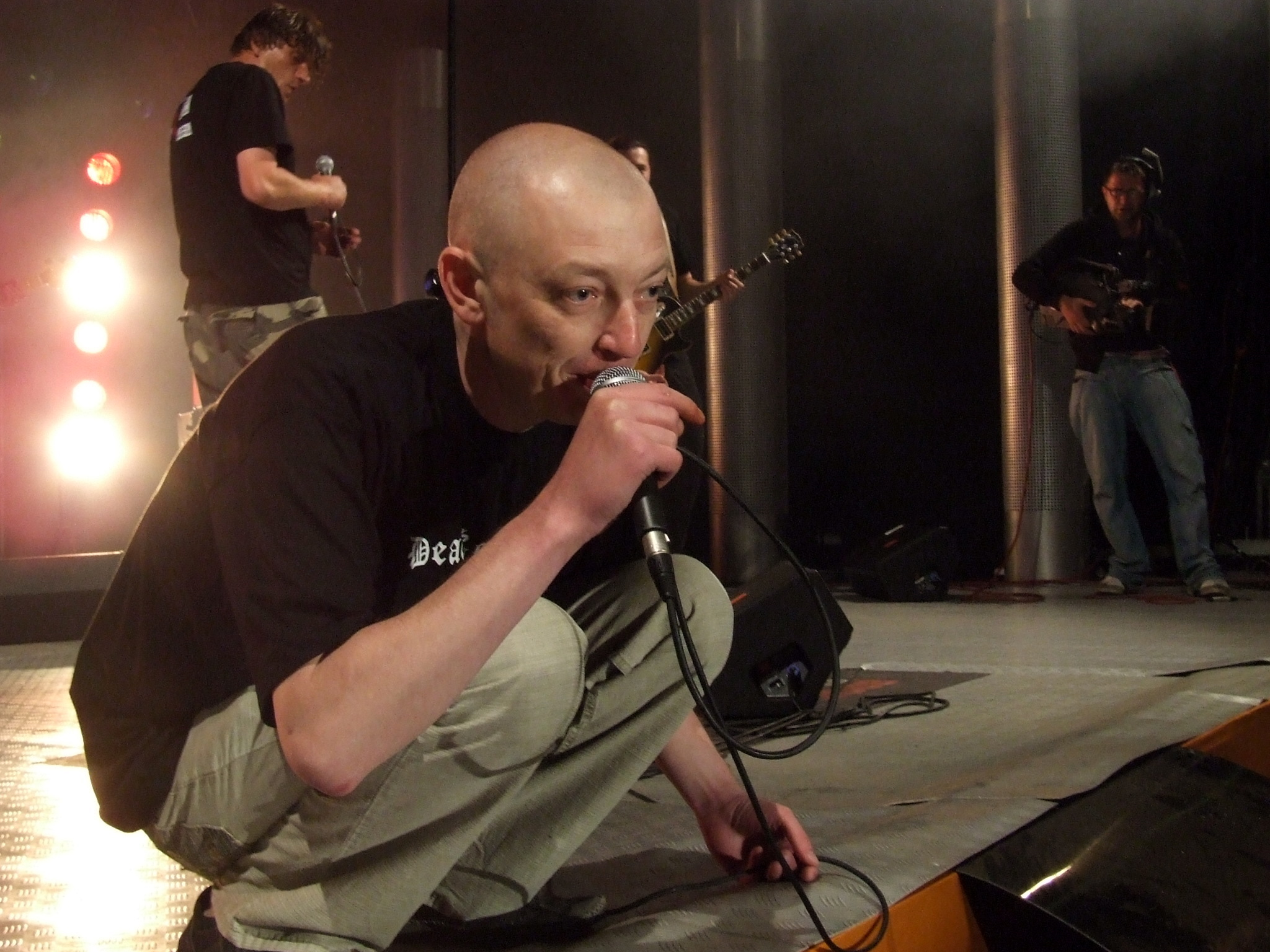
Александр Кулинкович

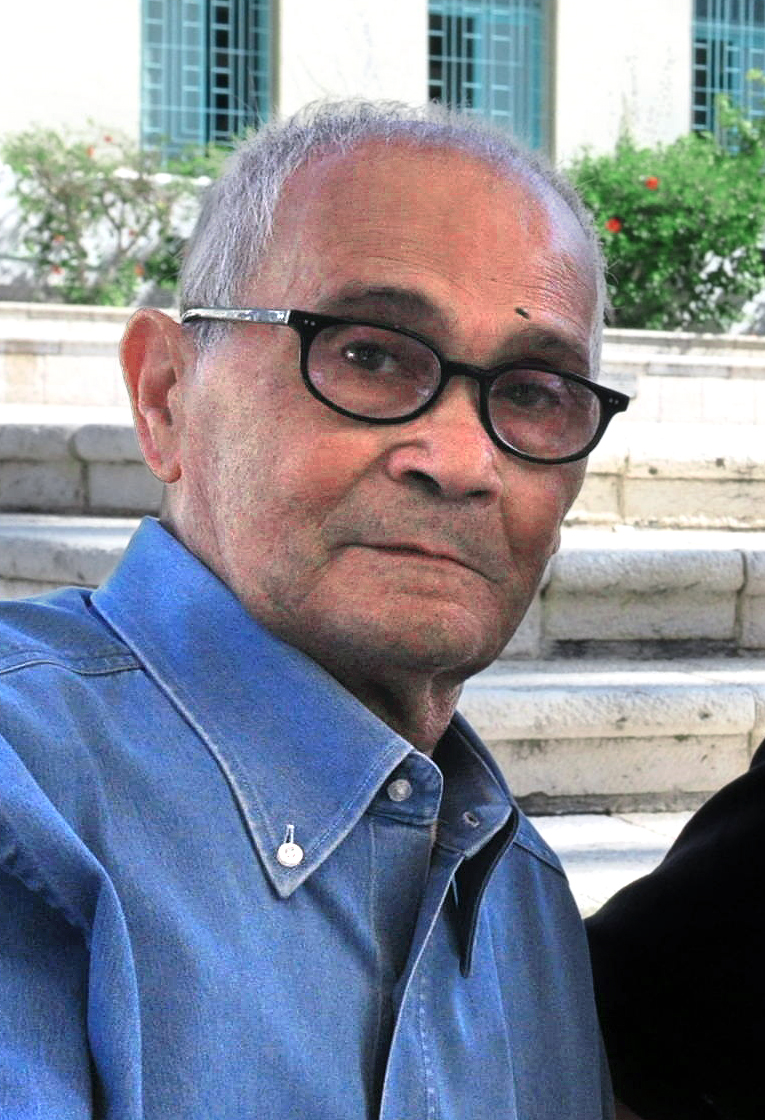
Моше Мизрахи

- Баттис, Карлос (75) — аргентинский футболист[290].
- Бородин, Анатолий Владимирович (83) — советский и российский художник-график, академик РАХ (2007)[291].
- Гранкин, Алексей Алексеевич (58) — советский и российский тренер по плаванию, заслуженный тренер России[292].
- Куллинкович, Александр Михайлович (46) — белорусский музыкант, лидер группы «Нейро Дюбель»[293] Архивная копия от 19 августа 2018 на Wayback Machine
- Мизрахи, Моше (86) — израильский кинорежиссёр, лауреат премии «Оскар» за лучший фильм на иностранном языке (1978)[294].
- Свиридов, Олег Александрович (64) — российский организатор высшего образования, ректор ФБГОУ ВПО «Оренбургский государственный институт менеджмента» (1991—2014)[295].
- Сцибор-Рыльский, Збигнев (101) — польский военный деятель, генерал, участник Варшавского восстания[296].
- Тейлор, Ронни (93) — английский кинооператор, лауреат премии «Оскар» за лучшую операторскую работу в фильме «Ганди»[297].
- Темирханов, Юсуп-Хаджи Шамильевич (46) — осуждённый за убийство бывшего полковника Юрия Буданова[298].
- Халиф, Лев Яковлевич (87) — русский поэт и прозаик, один из старейших литераторов русского зарубежья[299].

## 2 августа

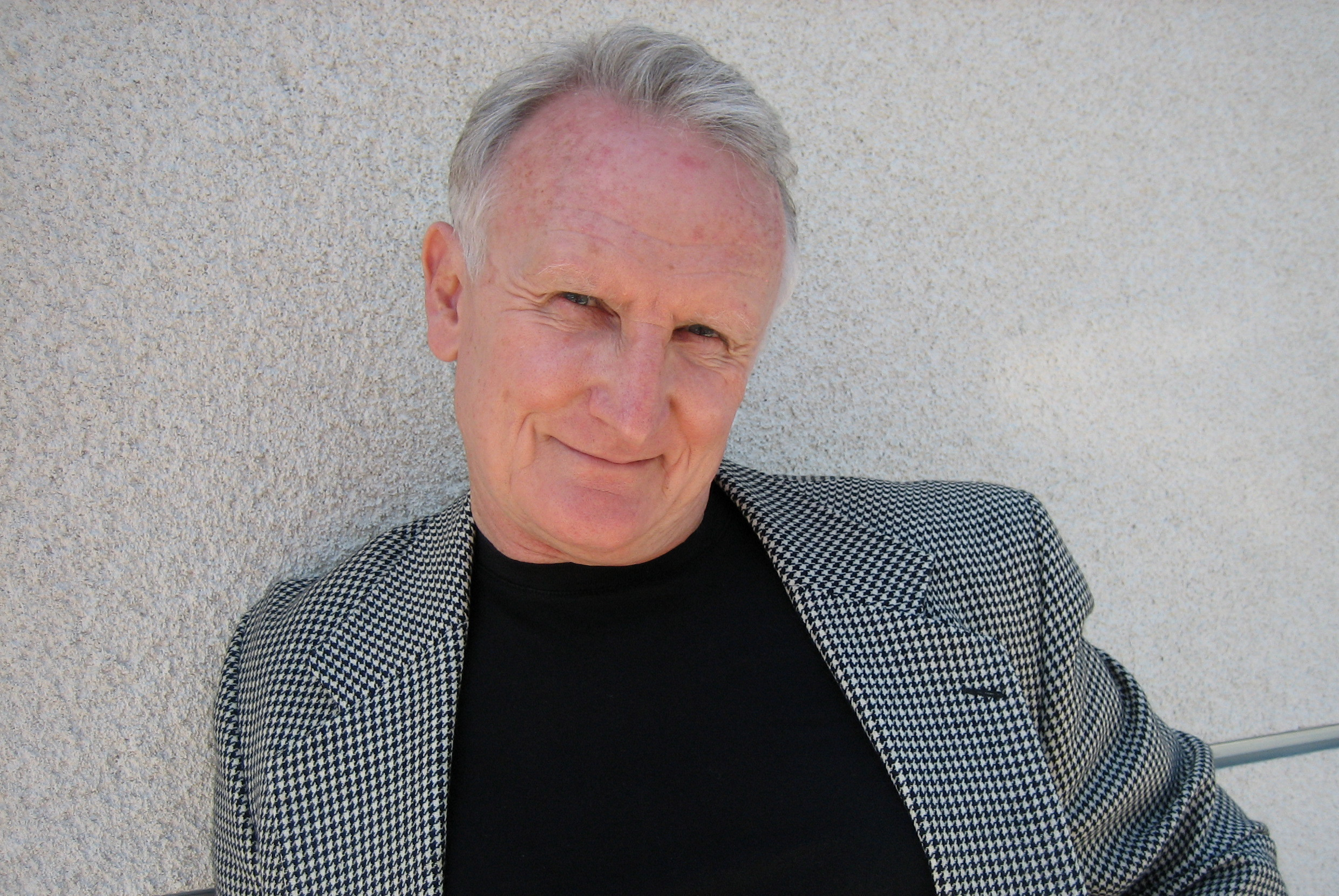
Нил Арго

- Арго, Нил (71) — американский композитор[300].
- Гаевой, Владимир Максимович (84) — советский партийный деятель, председатель Комиссии партийного контроля при ЦК КПУ (1988—1990) uk:Гайовий Володимир Максимович.
- Де Лас Куэвас, Арманд (50) — французский велогонщик, победитель велогонок Тур Бретани| (1988), Бретань Классик (1991), Классика Сан-Себастьяна (1994), Критериум Дофине (1998)[301].
- Кинг, Херберт (54-55) — колумбийский актёр[302].
- Мартынов, Юрий Фёдорович (84) — советский и российский актёр, заслуженный артист Российской Федерации (2006)[303].
- Нтшона, Уинстон (76) — южноафриканский актёр[304].
- Рацек, Илья (88) — чешский актёр[305].
- Схрейверс, Дан (76) — нидерландский футболист, игрок национальной сборной[306].
- Тюменев, Виктор Николаевич (61) — советский хоккеист, заслуженный мастер спорта СССР (1982), нападающий, чемпион зимних Олимпийских игр в Сараево (1984)[307].
- Чикваная, Гиви Петрович (79) — советский ватерполист и тренер, заслуженный мастер спорта России (2001), серебряный призёр летних Олимпийских игр в Риме (1960) и в Мехико (1968)[308].

## 1 августа

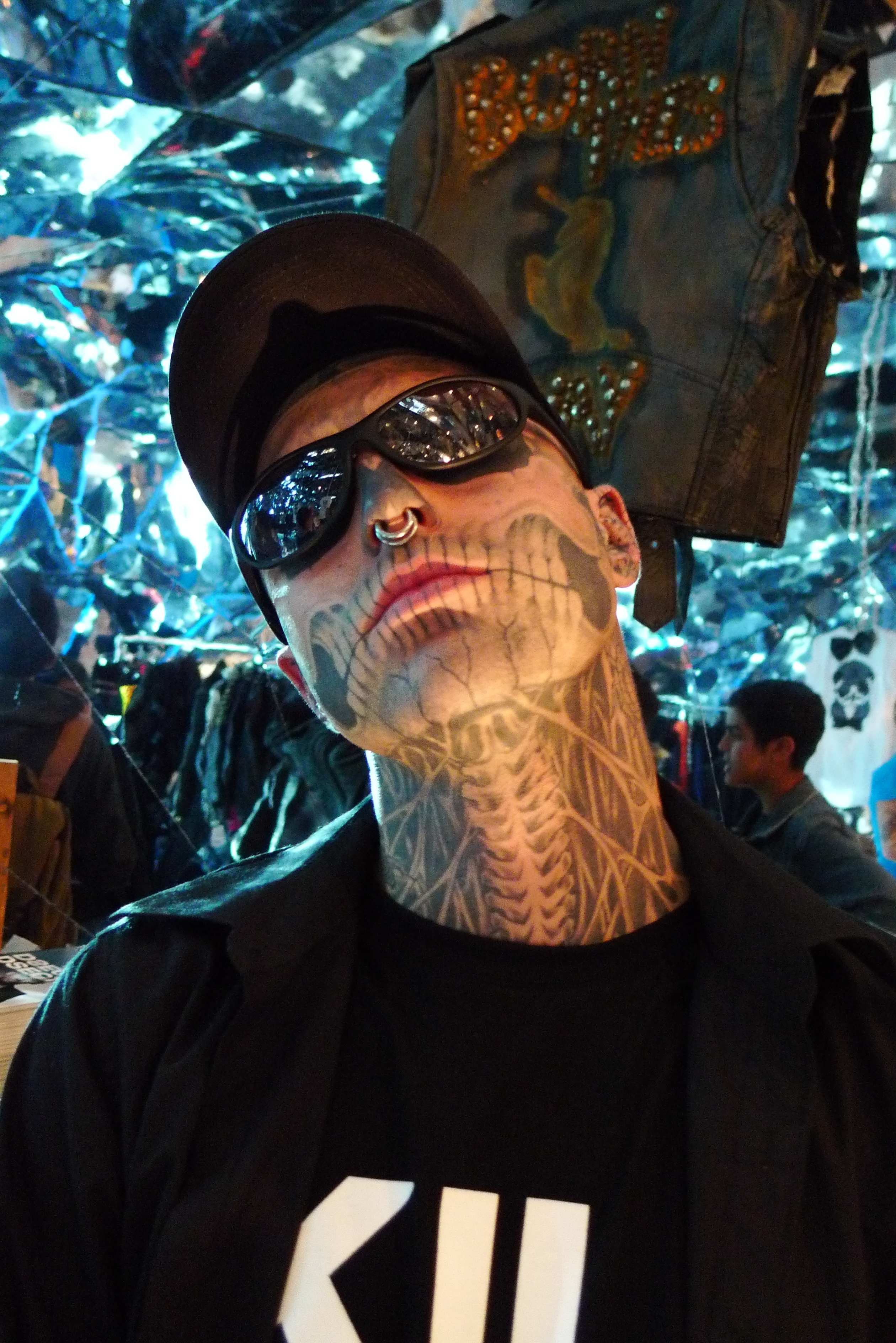
Рик Дженест

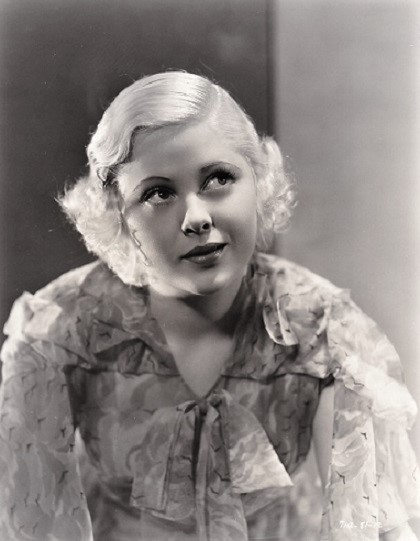
Мэри Карлайл

- Дженест, Рик (32) — канадская модель из Монреаля, больше известен как Парень-Зомби (англ. Zombie Boy) из-за тату, изображающих скелет человека; несчастный случай[309].
- Дорри, Джехангир Хабибулович (86) — советский и российский литературовед, иранист, научный сотрудник Института востоковедения РАН, доктор филологических наук (2000), профессор[310].
- Ерёмин, Виктор Сергеевич (88) — советский военачальник, первый заместитель начальника штаба Ленинградского военного округа (1988—1990), генерал-лейтенант в отставке [?].
- Карлайл, Мэри (104) — американская актриса и певица[311].
- Киршник, Ян (84) — польский саксофонист[312].
- Кох, Элеонора (92) — бразильская художница и скульптор[313].
- Родригеш, Селеста (95) — португальская певица[314].
- Рятсеп, Юри (83) — эстонский юрист и политик, депутат Эстонского конгресса и член Эстонского комитета первого созыва, член Конституционной ассамблеи, государственный судья в 1993—2002 гг[315].
- Садыгов, Гасанага (67) — азербайджанский музыкант, заслуженный артист Азербайджана[316].
- Сингх, Бхишма Нарайн (85) — индийский государственный деятель, губернатор Ассама (1984—1989) и Тамилнада (1991—1993)[317].